# Tulle
Pour les articles homonymes, voir Tulle (homonymie).
Tulle est une commune du centre-ouest de la France, préfecture du département de la Corrèze dans la région Nouvelle-Aquitaine. Les habitants de la ville sont appelés les Tullistes.
Surnommée « la ville aux sept collines », la cité a construit sa renommée sur le développement de son industrie et de son artisanat : elle est devenue l'un des centres de fabrication de la dentelle (avec son festival international), des armes (Manufacture d'armes) et de l'accordéon (Accordéons Maugein).
Étirée sur plus de trois kilomètres dans les gorges de la Corrèze, Tulle étage ses vieux quartiers au flanc des collines dominant la rivière, tandis qu'émerge, du cœur de la cité, l'élégant clocher de pierre de la cathédrale Notre-Dame.

## Géographie

Représentations cartographiques de la commune
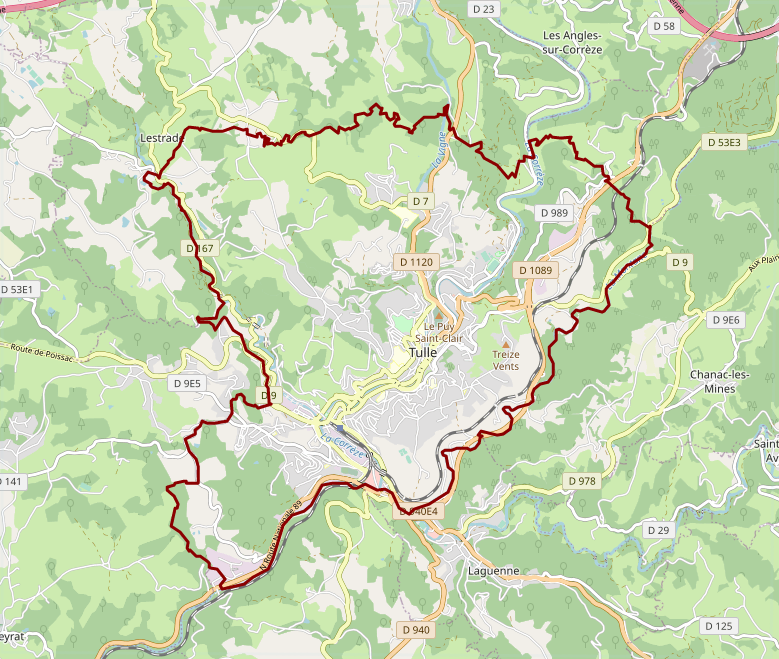
Carte OpenStreetMap.
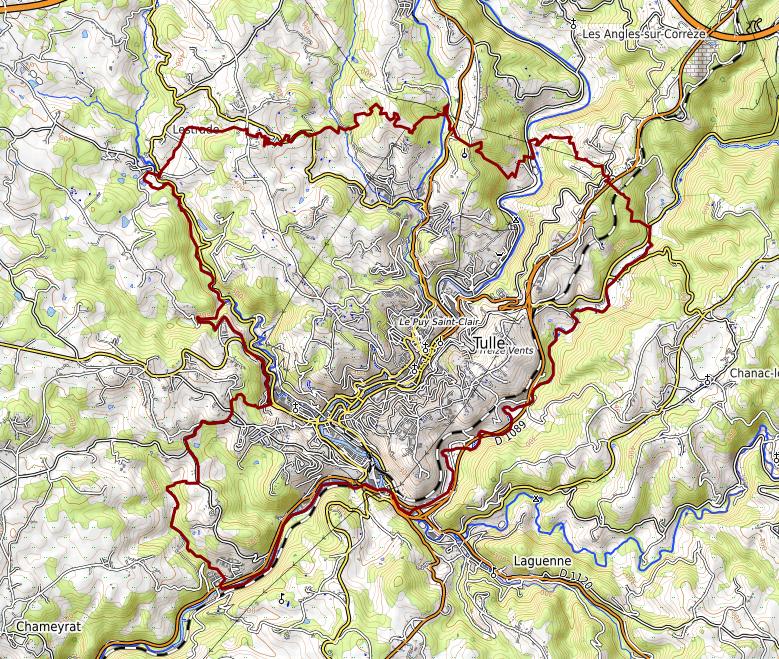
Carte topographique.

### Localisation

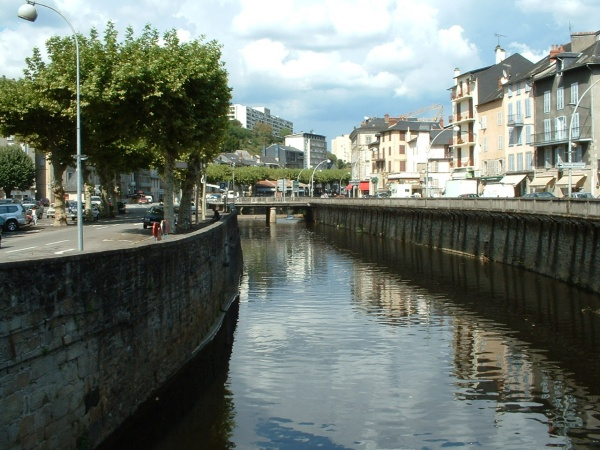
La rivière Corrèze à Tulle.

Troisième ville du Limousin, derrière Limoges et Brive-la-Gaillarde, Tulle est située dans une partie très encaissée de la rivière Corrèze, à sa confluence avec plusieurs de ses affluents, la Solane et la Céronne en rive droite, et la Saint-Bonnette et la Montane en rive gauche. Elle s'étire sur une bande très étroite, longue de plusieurs kilomètres du nord-est (près du stade) au sud-ouest (au-delà de la gare). Elle est située à la croisée de plusieurs voies de communication :
- axe Bordeaux - Lyon : RD 1089 et l'autoroute A89 ;
- axe Uzerche - Sévérac-le-Château : liaison entre l'A20 et l'A75 en passant par Tulle, Argentat, Aurillac, Montsalvy, Espalion et Laissac. Ce qui correspond à emprunter la RD 1120 puis les départementales 920 et 28 et enfin la RN 88 ;
- ligne ferroviaire Bordeaux - Clermont-Ferrand via Périgueux, Brive-la-Gaillarde et Ussel, partie sud de Lyon-Bordeaux.

Point de rencontre entre le Sud-Ouest de la France et le Massif central, Tulle est l'ancienne capitale du Bas-Limousin, dont les limites correspondent approximativement à l'actuel département de la Corrèze.
La ville est située au nord de l'isoglosse du « cha/ca » et au sud de l'isoglosse du « ja/ga », dans une zone de transition progressive du dialecte occitan limousin (rencontré dès Seilhac) au dialecte languedocien (rencontré dès Nonards).

### Communes limitrophes
Les communes limitrophes sont Chameyrat, Chanac-les-Mines, Gimel-les-Cascades, Naves, Sainte-Fortunade et Laguenne-sur-Avalouze.
| Naves     |                  | Gimel-les-Cascades    |
|           | Tulle            | Chanac-les-Mines      |
| Chameyrat | Sainte-Fortunade | Laguenne-sur-Avalouze |

### Climat
Pour des articles plus généraux, voir Climat de la Nouvelle-Aquitaine et Climat de la Corrèze.
Historiquement, la commune est exposée à un climat montagnard.
En 2020, Météo-France publie une typologie des climats de la France métropolitaine dans laquelle la commune est exposée à un climat de montagne et est dans la région climatique Ouest et nord-ouest du Massif Central, caractérisée par une pluviométrie annuelle de 900 à 1 500 mm, maximale en automne et en hiver.
Pour la période 1971-2000, la température annuelle moyenne est de 11,8 °C, avec  une amplitude thermique annuelle de 15,1 °C. Le cumul annuel moyen de précipitations est de 1 125 mm, avec 12,4 jours de précipitations en janvier et 7,4 jours en juillet. Pour la période 1991-2020, la température moyenne annuelle observée sur la station météorologique installée sur la commune est de 12,1 °C et le cumul annuel moyen de précipitations est de 1 236,1 mm,. Pour l'avenir, les paramètres climatiques de la commune estimés pour 2050 selon différents scénarios d’émission de gaz à effet de serre sont consultables sur un site dédié publié par Météo-France en novembre 2022.
| Mois                                  | jan.           | fév.           | mars           | avril         | mai           | juin            | jui.          | août          | sep.          | oct.          | nov.           | déc.             | année     |
| ------------------------------------- | -------------- | -------------- | -------------- | ------------- | ------------- | --------------- | ------------- | ------------- | ------------- | ------------- | -------------- | ---------------- | --------- |
| Température minimale moyenne (°C)     | 0,5            | 0,1            | 2,5            | 4,9           | 8,3           | 11,6            | 13,2          | 13            | 9,6           | 7,3           | 3,3            | 0,9              | 6,3       |
| Température moyenne (°C)              | 4,6            | 5,2            | 8,6            | 11,2          | 14,8          | 18,3            | 20,2          | 20,2          | 16,4          | 12,9          | 7,9            | 5                | 12,1      |
| Température maximale moyenne (°C)     | 8,7            | 10,4           | 14,7           | 17,5          | 21,4          | 25              | 27,2          | 27,3          | 23,2          | 18,5          | 12,4           | 9,2              | 18        |
| Record de froid (°C) date du record   | −21 18.01.1987 | −16,1 06.02.12 | −13 06.03.1971 | −7 03.04.1970 | −2,4 06.05.19 | −0,5 07.06.1969 | 4,7 15.07.16  | 2 20.08.1972  | 0 14.09.1996  | −5,4 25.10.03 | −10 24.11.1998 | −15,5 11.12.1967 | −21 1987  |
| Record de chaleur (°C) date du record | 18,1 01.01.23  | 25 27.02.19    | 27 30.03.21    | 30,1 30.04.05 | 34 16.05.1992 | 39,7 27.06.19   | 40,8 18.07.22 | 40,5 12.08.03 | 36,7 12.09.22 | 31,4 02.10.23 | 25,8 08.11.15  | 20,2 19.12.15    | 40,8 2022 |
| Précipitations (mm)                   | 117,5          | 95,7           | 97             | 111,2         | 101,4         | 93,1            | 77,4          | 78,1          | 92,2          | 110,3         | 130,5          | 131,7            | 1 236,1   |

## Urbanisme

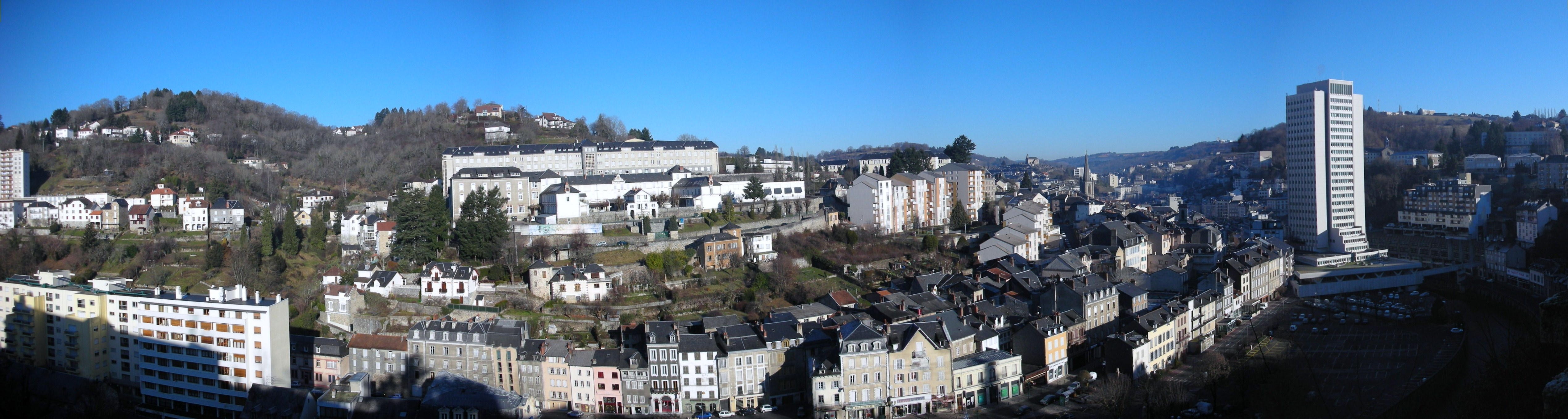
Panorama de la ville de Tulle.

### Typologie
Au 1er janvier 2024, Tulle est catégorisée petite ville, selon la nouvelle grille communale de densité à 7 niveaux définie par l'Insee en 2022.
Elle appartient à l'unité urbaine de Tulle, une agglomération intra-départementale dont elle est ville-centre,. Par ailleurs la commune fait partie de l'aire d'attraction de Tulle, dont elle est la commune-centre,. Cette aire, qui regroupe 43 communes, est catégorisée dans les aires de moins de 50 000 habitants,.

### Occupation des sols

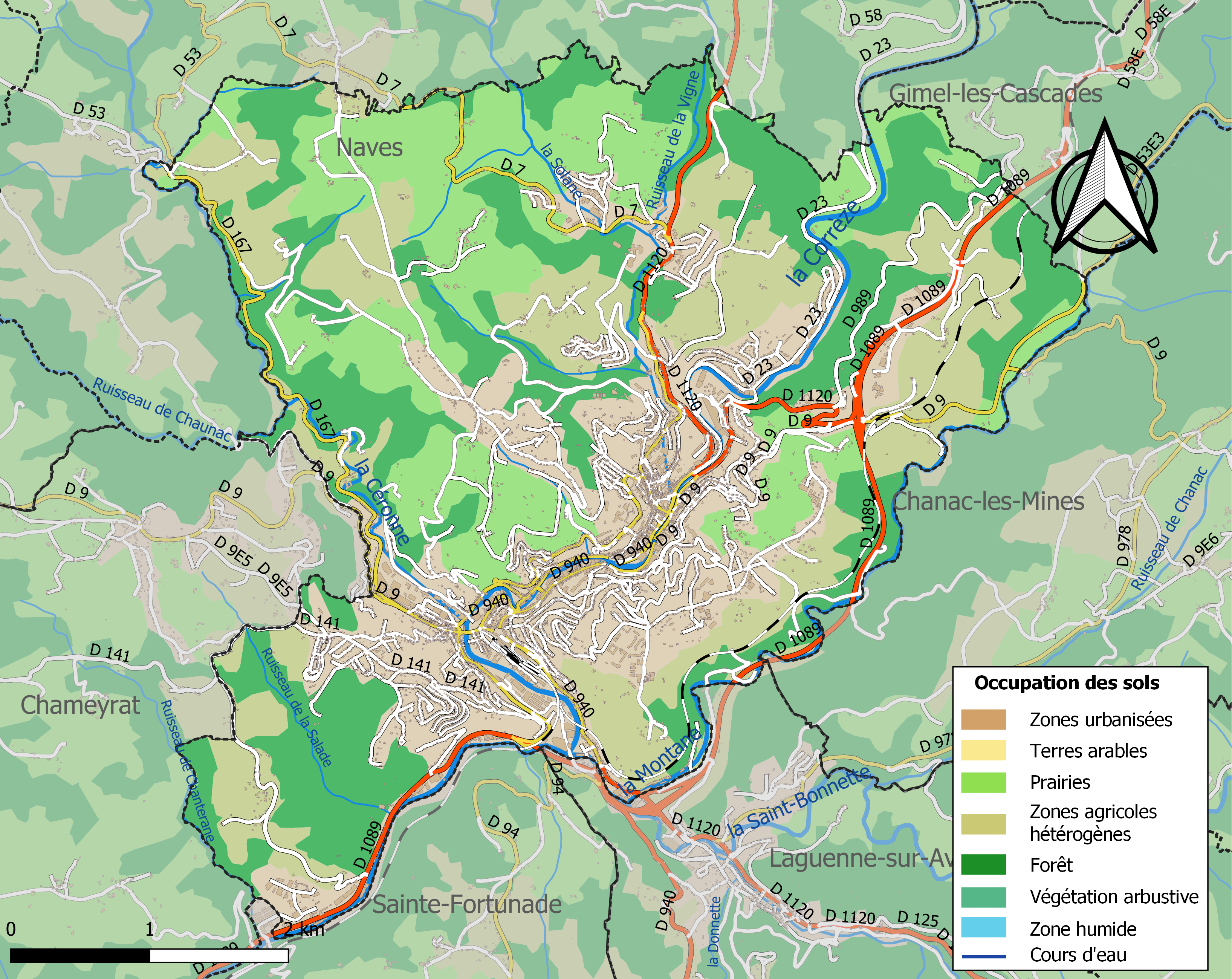
Carte des infrastructures et de l'occupation des sols de la commune en 2018 (CLC).

L'occupation des sols de la commune, telle qu'elle ressort de la base de données européenne d’occupation biophysique des sols Corine Land Cover (CLC), est marquée par l'importance des territoires agricoles (42,3 % en 2018), en diminution par rapport à 1990 (46,7 %). La répartition détaillée en 2018 est la suivante : 
forêts (28,5 %), zones urbanisées (24,2 %), zones agricoles hétérogènes (21,7 %), prairies (20,6 %), zones industrielles ou commerciales et réseaux de communication (4,9 %).
L'évolution de l’occupation des sols de la commune et de ses infrastructures peut être observée sur les différentes représentations cartographiques du territoire : la carte de Cassini (XVIIIe siècle), la carte d'état-major (1820-1866) et les cartes ou photos aériennes de l'IGN pour la période actuelle (1950 à aujourd'hui).

### Voies de communication et transports

#### Distances de Tulle aux grandes villes françaises
| Limoges | Clermont-Ferrand | Bordeaux | Toulouse | Montpellier | Lyon   | Nantes | Paris  | Marseille | Lille  | Strasbourg |
| ------- | ---------------- | -------- | -------- | ----------- | ------ | ------ | ------ | --------- | ------ | ---------- |
| 89 km   | 143 km           | 230 km   | 237 km   | 327 km      | 336 km | 415 km | 478 km | 497 km    | 694 km | 714 km     |

#### Transport routier
- Réseau Réseau interurbain de la Corrèze

#### Transport ferroviaire

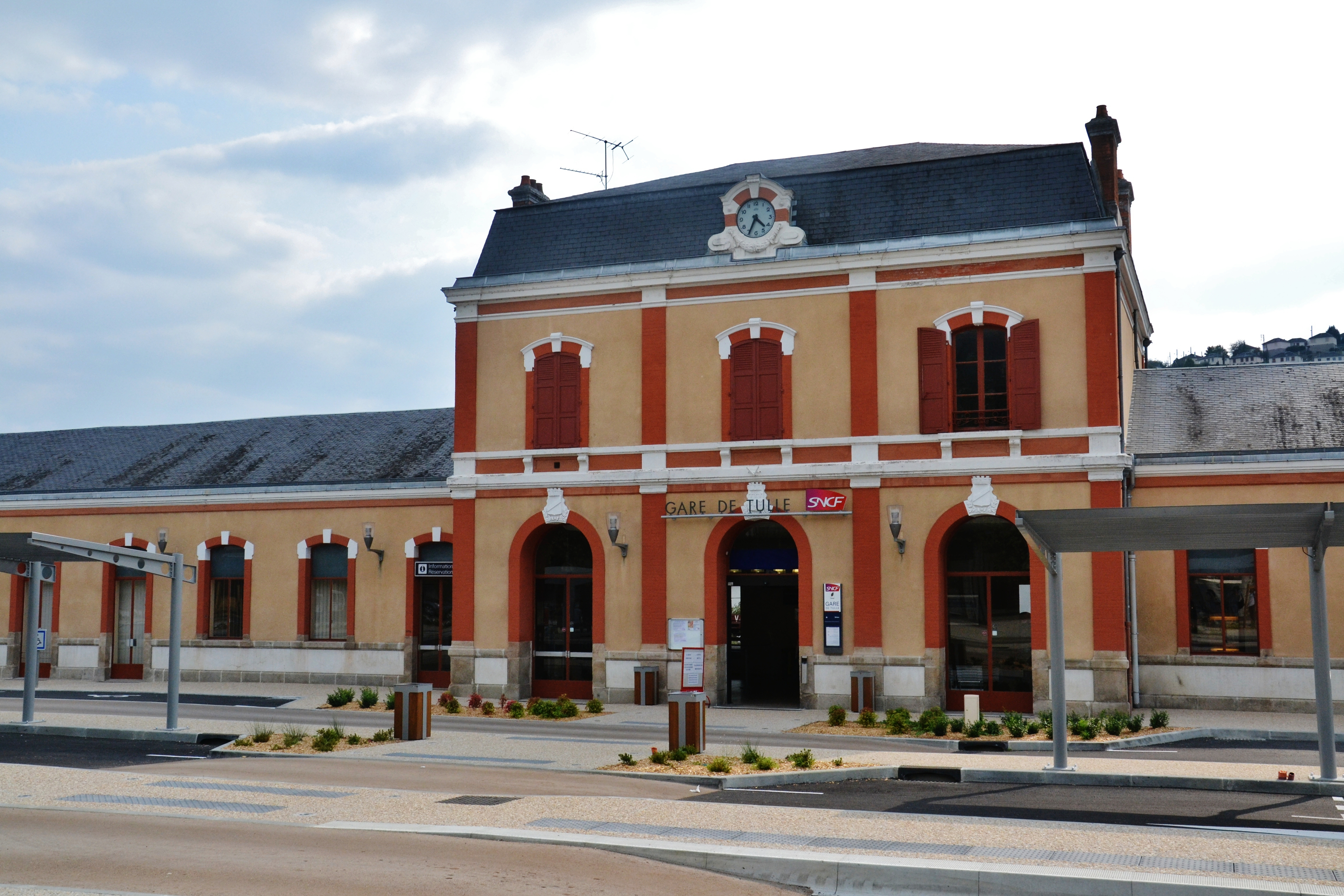
La gare de Tulle.

La gare de Tulle constituait jusqu'en 1970 un nœud ferroviaire local important comme :
- Point de rebroussement de la ligne PO Clermont-Ferrand à Brive, partie centrale de la ligne Lyon-Bordeaux ;
- Point de départ de la ligne métrique PO-Corrèze  de Tulle à Argentat et de Tulle à Uzerche et Treignac, supprimée le 31 mai 1970 ;
- Point de départ de la ligne métrique des Tramways de la Corrèze de Tulle à Ussel. Ligne supprimée le 31 décembre 1959.

Actuellement, la gare de Tulle est desservie par :
- des trains TER Nouvelle-Aquitaine vers Bordeaux-Saint-Jean (1 aller-retour quotidien), Brive-la-Gaillarde (15 allers-retours quotidiens) et Ussel (7 allers-retours quotidiens) ;
- des autocars TER Nouvelle-Aquitaine vers Uzerche et Limoges-Bénédictins (10 allers-retours quotidiens) ;
- des autocars départementaux vers Argentat-sur-Dordogne, Beaulieu-sur-Dordogne, Brive-la-Gaillarde, Chamberet, Marcillac-la-Croisille et Saint-Pardoux-la-Croisille[15].

#### Transports urbains

Logo du réseau de bus.

TuT' Agglo est le réseau de transport en commun de la Communauté d'agglomération Tulle Agglo qui dessert les 44 communes du territoire autour de 3 lignes urbaines et d'un service de transport à la demande.

### Risques majeurs
Le territoire de la commune de Tulle est vulnérable à différents aléas naturels : météorologiques (tempête, orage, neige, grand froid, canicule ou sécheresse), inondations, feux de forêts, mouvements de terrains et séisme (sismicité très faible). Il est également exposé à deux risques technologiques, le transport de matières dangereuses et  le risque industriel, et à un risque particulier : le risque de radon. Un site publié par le BRGM permet d'évaluer simplement et rapidement les risques d'un bien localisé soit par son adresse soit par le numéro de sa parcelle.

#### Risques naturels

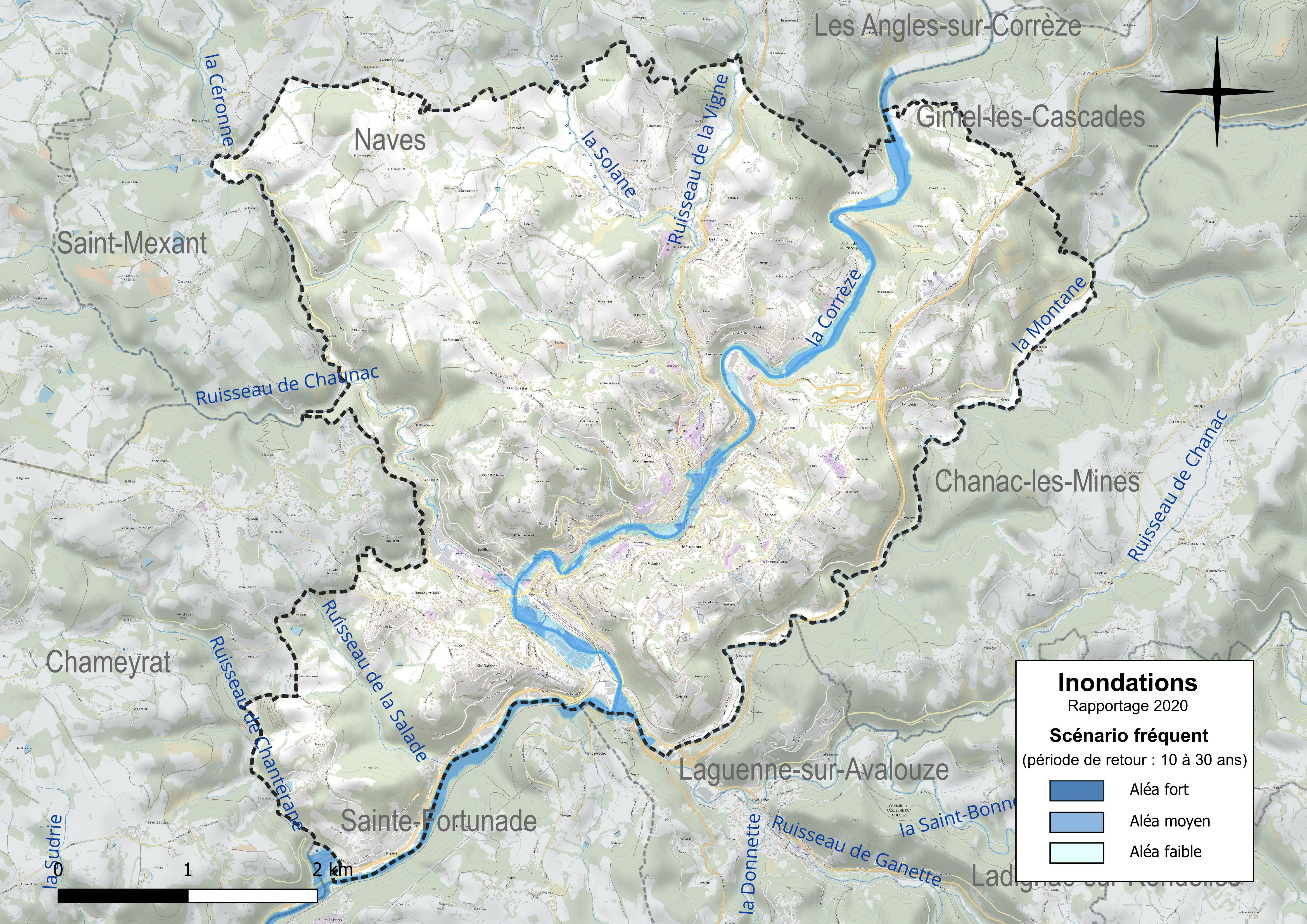
Carte de la zone inondable de la commune définie pour le scénario fréquent, dans le territoire à risque important d’inondation (TRI) Tulle-Brive.

La commune fait partie du territoire à risques importants d'inondation (TRI) de Tulle-Brive, regroupant 20 communes concernées par un risque de débordement de la Corrèze et de la Vézère (17 dans la Corrèze et trois dans la Dordogne), un des 18 TRI qui ont été arrêtés le 11 janvier 2013 sur le bassin Adour-Garonne. Des cartes des surfaces inondables ont été établies pour trois scénarios : fréquent (crue de temps de retour de 10 ans à 30 ans), moyen (temps de retour de 100 ans à 300 ans) et extrême (temps de retour de l'ordre de 1 000 ans, qui met en défaut tout système de protection). La commune a été reconnue en état de catastrophe naturelle au titre des dommages causés par les inondations et coulées de boue survenues en 1982, 1988, 1993, 1994, 1999, 2001, 2010 et 2014,. Le risque inondation est pris en compte dans l'aménagement du territoire de la commune par le biais du plan de prévention des risques (PPR) inondation « Corrèze amont », approuvé le 9 octobre 2006.

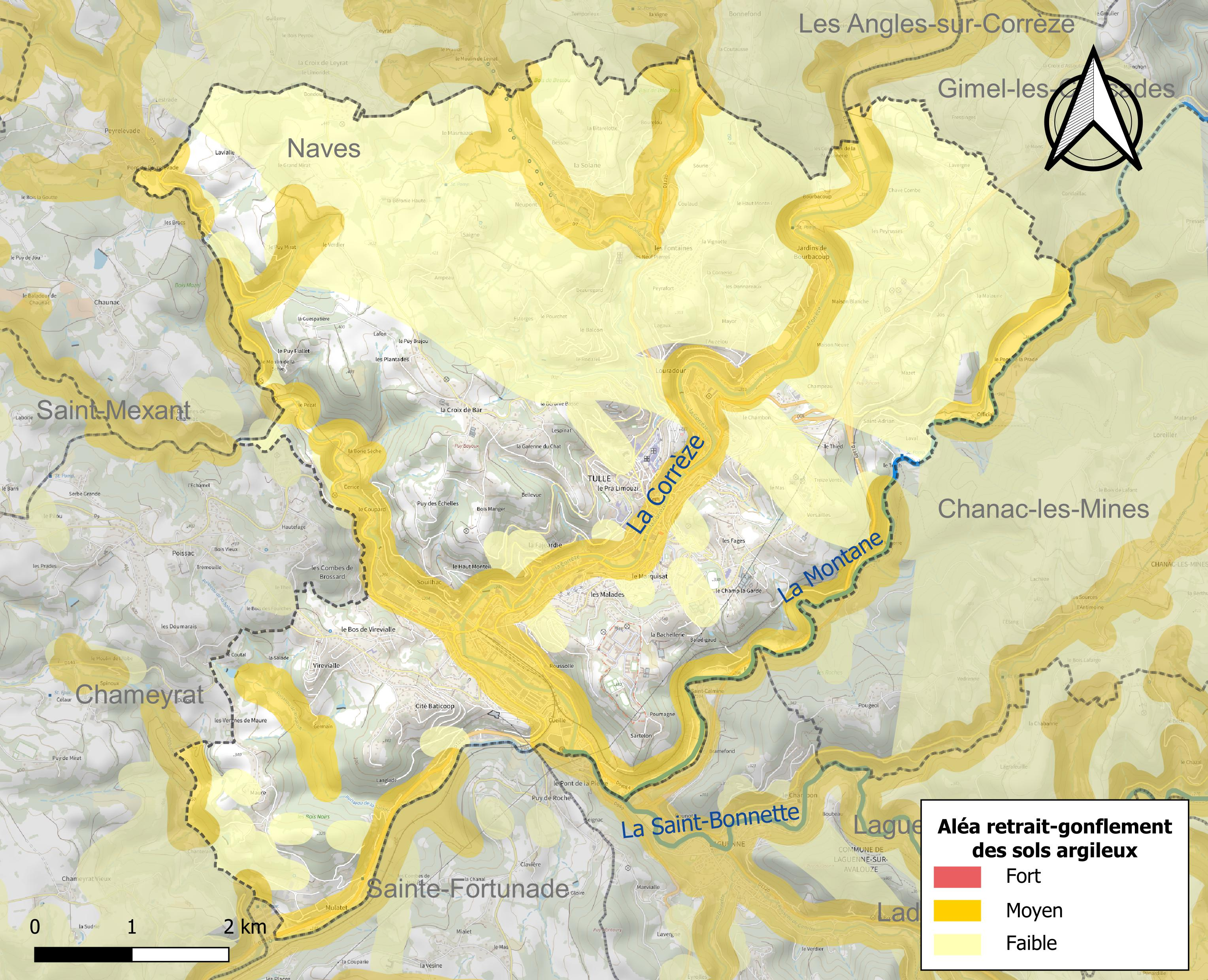
Carte des zones d'aléa retrait-gonflement des sols argileux de Tulle.

La commune est vulnérable au risque de mouvements de terrains constitué principalement du retrait-gonflement des sols argileux. Cet aléa est susceptible d'engendrer des dommages importants aux bâtiments en cas d’alternance de périodes de sécheresse et de pluie. 26,2 % de la superficie communale est en aléa moyen ou fort (26,8 % au niveau départemental et 48,5 % au niveau national). Sur les 3 120 bâtiments dénombrés sur la commune en 2019, 746 sont en aléa moyen ou fort, soit 24 %, à comparer aux 36 % au niveau départemental et 54 % au niveau national. Une cartographie de l'exposition du territoire national au retrait gonflement des sols argileux est disponible sur le site du BRGM,.
Concernant les feux de forêt, aucun plan de prévention des risques incendie de forêt (PPRIF) n’a été établi en Corrèze, néanmoins le code de l’urbanisme impose la prise en compte des risques dans les documents d’urbanisme. Le périmètre des servitudes d'utilité publique et des zones d'obligation légale de débroussaillement pour les particuliers est quant à lui défini pour la commune dans une carte dédiée.
Concernant les mouvements de terrains, la commune a été reconnue en état de catastrophe naturelle au titre des dommages causés par des mouvements de terrain en 1999 et 2001 et par des glissements de terrain en 1993 et 1994.

#### Risques technologiques
La commune est exposée au risque industriel du fait de la présence sur son territoire d'une entreprise soumise à la directive européenne SEVESO.
Le risque de transport de matières dangereuses sur la commune est lié à sa traversée par une canalisation de transport d'hydrocarbures. Un accident se produisant sur une telle infrastructure est susceptible d’avoir des effets graves sur les biens, les personnes ou l'environnement, selon la nature du matériau transporté. Des dispositions d’urbanisme peuvent être préconisées en conséquence.

#### Risque particulier
Dans plusieurs parties du territoire national, le radon, accumulé dans certains logements ou autres locaux, peut constituer une source significative d’exposition de la population aux rayonnements ionisants. Certaines communes du département sont concernées par le risque radon à un niveau plus ou moins élevé. Selon la classification de 2018, la commune de Tulle est classée en zone 2, à savoir zone à potentiel radon faible mais sur lesquelles des facteurs géologiques particuliers peuvent faciliter le transfert du radon vers les bâtiments.

## Toponymie
Le nom de la localité est attesté sous les formes Tutela en 894, in Tutelensi ecclesia peu après, puis de Tuella en 1030 (dans cette dernière forme, le -t- intervocalique s'est déjà amuï), Tutella en 1180, Tuela en 1186, Tulla en 1346-48.
Ce nom de lieu évoque la divinité romaine Tutela, chargée d'assurer la conservation, la protection du lieu, sans doute au point de passage de la Corrèze d'une très ancienne route entre Armorique et Méditerranée. Cependant, aucune trace de sa vénération n'a été trouvée sur place. D'autre part, le -t- intervocalique ne s'est pas amuï dans le toponyme Tudeils (Corrèze) qui proviendrait de l'anthroponyme latin Tutelius.
De cette étymologie dérivent les noms limousin (dialecte occitan) Tula et le français Tulle.

## Histoire

### Antiquité
Les origines de la ville sont encore aujourd'hui sujettes à débat mais il semblerait que l'actuel puy Saint-Clair, un éperon rocheux aux pentes abruptes séparant la vallée de la Corrèze de celle de la Solane, ait constitué un emplacement idéal pour l'établissement d'un oppidum gaulois. Depuis longtemps, il semblerait que la ville ait été un carrefour important sur la route entre Armorique et Méditerranée et sur celle entre Aquitaine et Massif central qui toutes deux franchissaient la Corrèze par un gué en ce lieu.
Avec l'occupation romaine, le lieu aurait été aménagé en nécropole et un temple en l'honneur de Tutela, puissance divine romaine à laquelle on confiait la protection des personnes, des choses et surtout des lieux, aurait été bâti. C'est de cette déesse romaine, protectrice des voyageurs qui empruntaient le gué, que proviendrait le nom de la ville. Le temple de Tutela devait se trouver dans le quartier du Trech, dont le nom désigne la traversée d'une rivière. Le réel pôle urbain de la région se déplaça quelques kilomètres au nord, sur la commune de Naves et le site de Tintignac, devenu lieu de croisement entre les voies romaines reprenant les anciens itinéraires de l'époque celte.

### Fondation historique
L'époque mérovingienne aurait vu la christianisation de la ville et l'établissement de trois lieux de culte dédiés à saint Martin, saint Pierre et saint Julien. La ville n'entre officiellement dans l'Histoire qu'avec la transformation au VIIe siècle de l'église dédiée à saint Martin en un monastère sous l'impulsion de Calmine, déjà fondateur du monastère de Mozat en Auvergne. Autour des lieux de culte commencent à se grouper les habitants du pays et Tulle redevient un pôle urbain, un statut perdu depuis la conquête romaine.
La ville est pillée à plusieurs reprises par les Vikings, bien que située à plusieurs centaines de kilomètres de la mer, et c'est à l'occasion de l'un de ces saccages, en 846, que le premier monastère est détruit. Pour prévenir les habitants de la ville de l'arrivée des Vikings, un poste de surveillance est bâti sur un promontoire rocheux à Cornil, à quelques kilomètres en aval de la Corrèze. Le lieu était pourtant considéré comme sûr par beaucoup d'églises de la côte atlantique qui y avaient envoyé leurs reliques pour les préserver des pillages, notamment celles de saint Clair, de saint Lô ou de saint Baumard. Le monastère est par la suite reconstruit mais disparaît au XIe siècle. En 1989, des fouilles entreprises sous la nef de l'actuelle cathédrale ont permis de dégager les vestiges d'une absidiole datant de l'époque carolingienne ainsi qu'un portail polylobé d'influence mozarabe.

### Moyen Âge

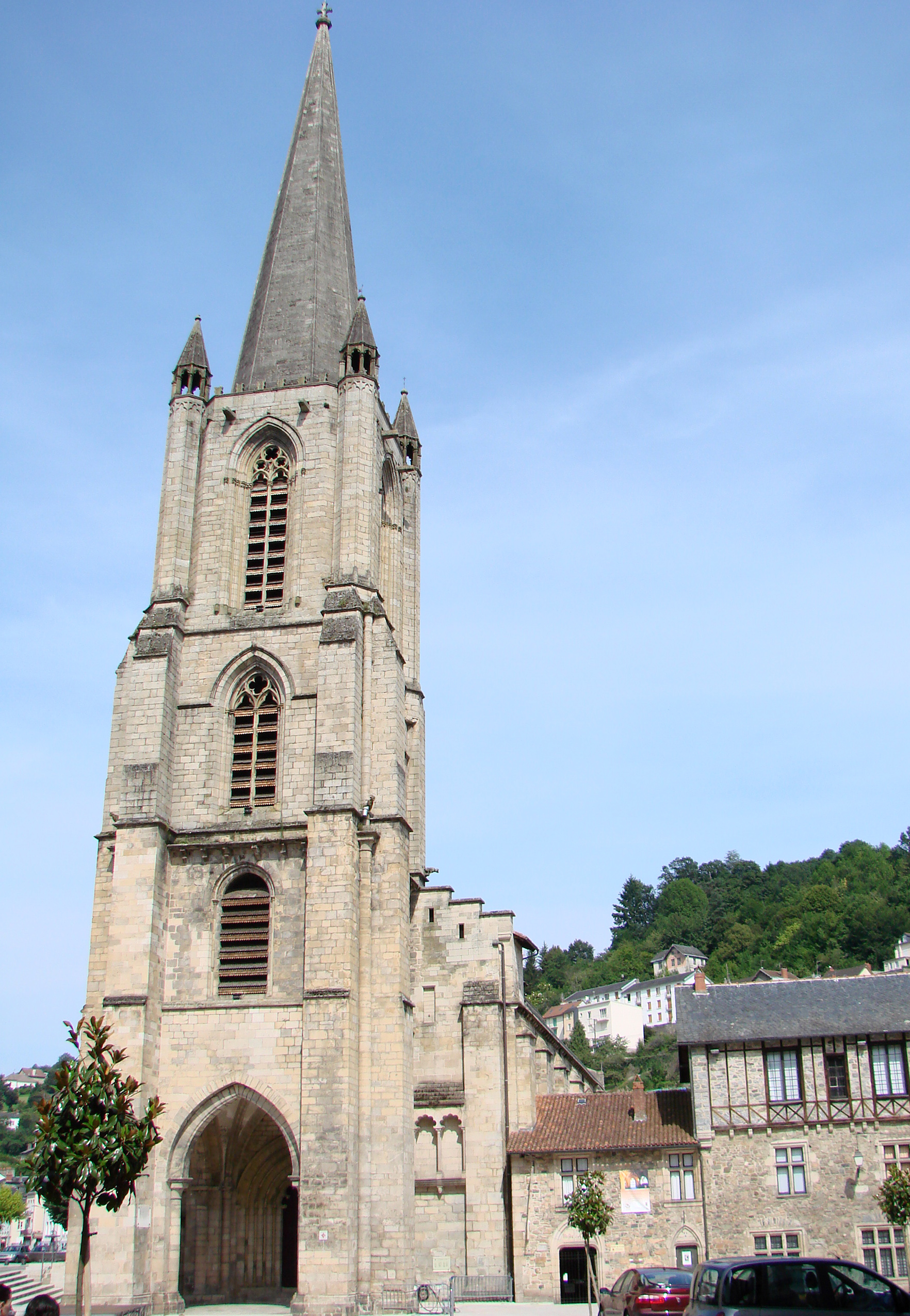
Cathédrale Notre-Dame de Tulle.

De nouvelles constructions sont entreprises pour l'abbaye, désormais dédiée à saint Martin et convertie à la règle bénédictine au XIe siècle. En visite à Tulle en 1095, le pape Urbain II lui accorde sa protection. La première pierre de la nouvelle abbatiale est posée en 1130 mais l'édifice n'est terminé que deux siècles plus tard. La flèche du XIIe siècle culmine à une hauteur de 75 mètres, faisant d'elle la plus haute du Limousin. En 2005, lors de la construction aux abords de la cathédrale, des fouilles ont permis la mise au jour du mur nord de l’église médiévale de Saint-Julien, la découverte d'un cimetière et de 3 sarcophages en granit datant du Haut Moyen Âge. Par ailleurs, on peut toujours admirer le cloître gothique, le seul conservé en Limousin.
En 1317, le pape Jean XXII crée le diocèse de Tulle en détachant cinquante-deux paroisses du diocèse de Limoges et l'abbatiale devient cathédrale. Pendant la guerre de Cent Ans, les Anglais prennent la ville en 1346 avant d'en être chassés un mois plus tard par le comte d'Armagnac, subissant coup sur coup deux sièges éprouvants au cours desquels les habitants sont réduits à la famine. En 1370, la ville prend le parti du roi de France, Charles V, ce qui lui vaut une exemption d'impôts et l'anoblissement de plusieurs familles bourgeoises. Mais en 1373, le duc de Lancastre se présente devant la ville et exige qu'on lui en ouvre les portes, et, en l'absence de quelconque commandement, c'est une assemblée représentative de la population qui est réunie et qui décide de s’exécuter pour se prémunir d'un nouveau saccage. Le pardon du roi de France pour cette trahison a lieu en 1375.
La peste noire touche la ville en 1348 et, le soir du 23 juin, dans le désespoir, les autorités religieuses et de la ville décident d'organiser une procession derrière une statue de saint-Jean pour faire cesser ce qui était considéré comme un fléau divin. La peste cessant peu après, les Tullistes promirent de renouveler cette procession tous les ans, par une confrérie de pénitents gris la veille, et de pénitents blancs le jour anniversaire même ; elle est encore aujourd'hui perpétuée et appelée « procession de la Lunade ».
Au début du XVe siècle, la ville est victime de ceux que l'on appelle les « routiers », des brigands comme Jean de La Roche qui incendia la ville en 1426 ou Rodrigue de Villandrando à qui la ville dut verser une forte rançon afin d'être épargnée en 1436. En 1430, l'évêque reconnaît le pouvoir de trente-quatre prud'hommes, aussi appelés « boniviri » et dotés de pouvoirs militaires et financiers mais qui s'occupaient en réalité des affaires de la communauté de façon officieuse depuis le XIIIe siècle. En 1443, Charles VII réunit à Tulle les États généraux du Bas-Limousin.
La ville est divisée entre l'Enclos, le quartier autour de l'abbatiale où résident les nobles, les bourgeois et les clercs, et la ville haute, où réside la plus grande partie de la population, autour du château, située sur le puy Saint-Clair et qui se caractérise, toujours aujourd'hui, par ses ruelles étroites et pentues, parfois en escaliers. Au XIVe siècle, plusieurs familles nobles (Saint-Martial de Puy-de-Val, Rodarel de Seilliac...) commencent à étendre la ville sur la rive gauche de la Corrèze, en face de la Cathédrale, dans le quartier de l'Alverge, sur la route de l'Auvergne. Le XVe siècle voit la ville s'étendre à l'extérieur de ses remparts, dans des faubourgs situés le long des routes vers l'Aquitaine et le Midi (la Barrière et le Pilou), vers Limoges et Paris (la Barussie, le Trech, le Fouret, la Rivière) et vers l'Auvergne (l'Alverge et le Canton).

### Époque moderne

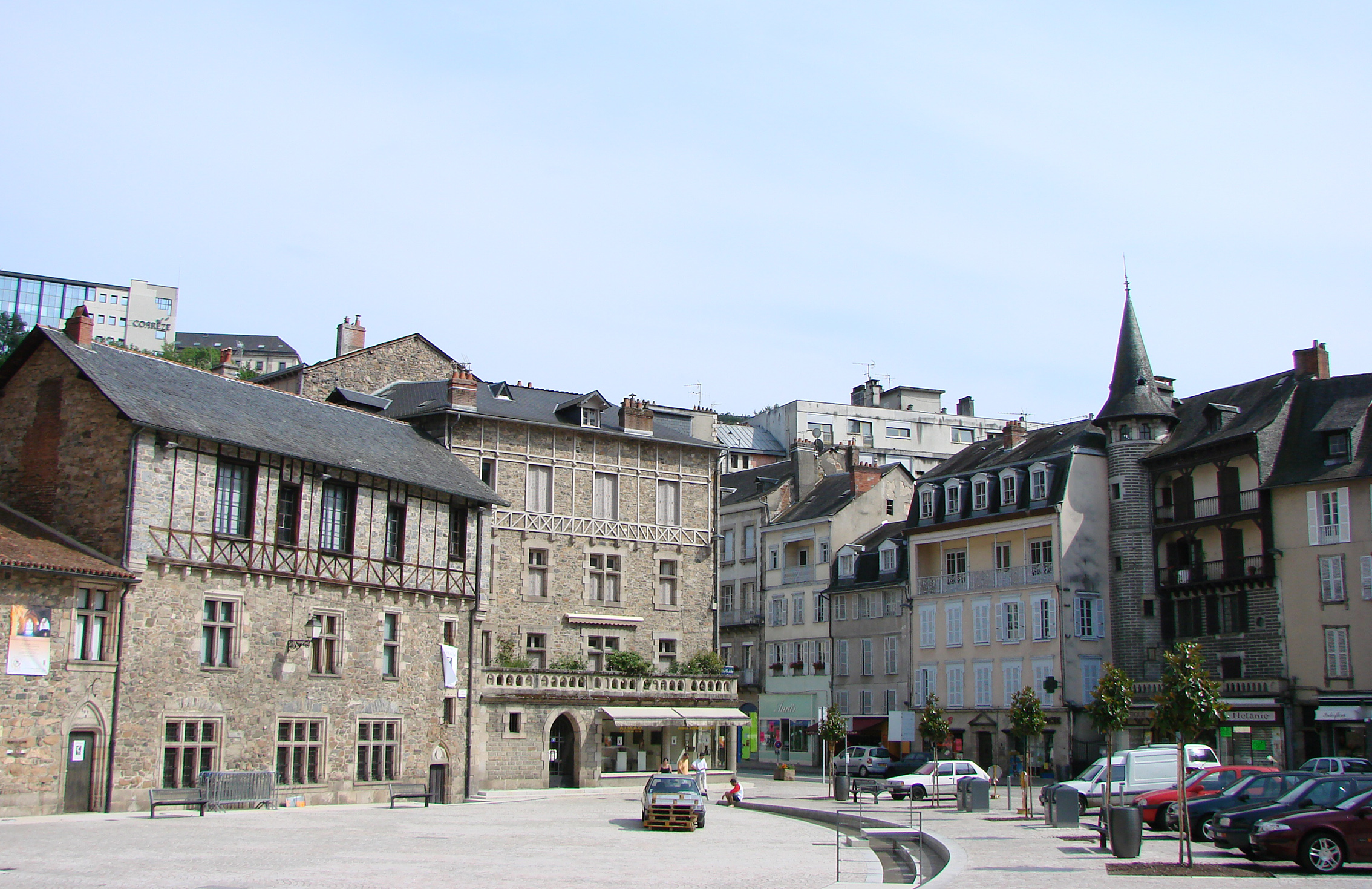
La place de la cathédrale.

L'abbaye est pratiquement désaffectée avec la sécularisation de 1514. L'évêque se fait construire un château et le réfectoire devient le siège du tribunal. En 1566, le roi Charles IX dote la ville d'une mairie et d'un consulat venant définitivement réduire le pouvoir de l'évêque.
Au cours des guerres de Religion, Tulle tient pour les catholiques ; la ville résiste une première fois aux huguenots en 1577, mais les troupes du vicomte de Turenne prennent une sanglante revanche en 1585. Ils mettent la ville à sac et la dévastent, après un assaut que le poète protestant Agrippa d'Aubigné a relaté.
Au XVIe siècle, les nobles et bourgeois de Tulle se livrent à une véritable compétition architecturale dont subsistent aujourd'hui des bâtiments aux façades finement ouvragées dans un style Renaissance comme l'hôtel de Lauthonye (1551), l'hôtel de Ventadour ou la maison Loyac aussi surnommée « maison de l'Abbé » et décrite par Prosper Mérimée en 1838. Au XVIe siècle, un collège fut créé et en 1620, l'enseignement fut confié aux Jésuites. En 1670, la ville fut dotée d'un hôpital général.
De nombreuses congrégations religieuses s'installent dans la ville, les Récollets (1601), les Clarisses (1605), les Feuillants (1615), les Ursulines (1618), les Bernardines (1622), les Visitandines et les Carmes (1644) ainsi que les Bénédictines en 1650. En 1705, la sœur Marcelline Pauper fonde à Tulle une maison de la congrégation des Sœurs de la Charité de Nevers, pour soulager la misère du peuple et apprendre à lire aux enfants.
À partir du XVIIe siècle, de nouvelles activités économiques apparaissent, les moulins sur la Corrèze et la Solane servant ainsi à produire du papier par exemple. L'artisanat de la dentelle se développe et le « poinct de Tulle » se développe jusqu'à voir sa renommée devenir mondiale, le tulle étant fréquemment utilisé pour les robes de mariées notamment. C'est aussi le début de l'industrie de l'armement à Tulle avec l'établissement d'une manufacture en 1691 résultant de la collaboration entre le maître-arquebusier Pauphile et le financier Fénis de Lacombe. La fabrique d'armes à feu deviendra manufacture royale en 1777.
Les mutilations de la cathédrale et des bâtiments abbatiaux seront très importantes pendant la Révolution car, converties en manufacture d'armes, toutes les ferrures, y compris les fers de soutènement de la coupole, sont arrachés pour récupération, ce qui provoque l'effondrement de la coupole, du chevet, du transept et de la galerie nord du cloître en 1796. Le palais épiscopal, deux églises paroissiales et plusieurs chapelles dans les faubourgs sont détruites au cours de la Révolution. L'église est rouverte au culte en 1803 mais ne retrouvera son titre de cathédrale qu'en 1823 tandis que la coupole ne sera jamais reconstruite, la nef étant simplement close et l'espace dégagé servant à l'aménagement d'une promenade le long de la Corrèze sur l'actuel quai Edmond-Perrier.

### Époque contemporaine

#### DuXIXesiècleau début duXXesiècle

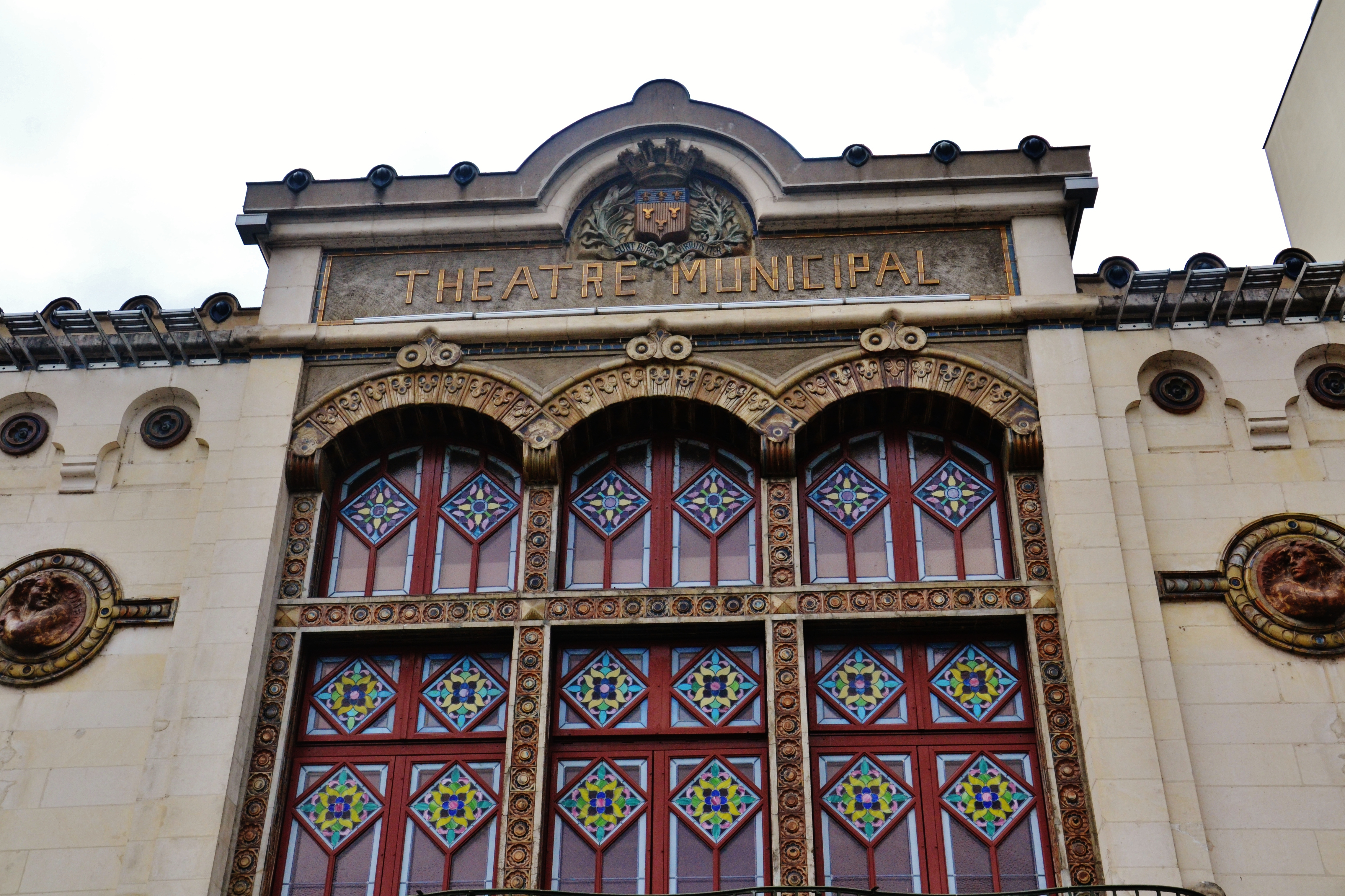
Façade du théâtre des sept collines à Tulle, dans le style art nouveau.

Au cours du XIXe siècle, la physionomie de la ville de Tulle évolue beaucoup. Le quartier de Souilhac accueille la gare en 1871 et la ville est alors reliée au réseau national de chemin de fer via Brive-la-Gaillarde. En parallèle, ce quartier accueille de nouvelles industries, notamment la manufacture d'armes à feu. En 1886, celle-ci est nationalisée et s'installe dans le nouveau quartier de Souilhac, le long de la Céronne, une rivière qui lui fournira de l'électricité avec la construction d'une centrale hydroélectrique en 1888. À partir de 1917, les trains passant sur les voies toutes proches alimenteront la centrale thermique en charbon au niveau de l'actuel Centre socio-culturel. Jusqu'à 5 000 employés vont travailler à la « Manu' » comme on la surnomme alors. Véritable poumon économique de la ville, elle influe sur la composition sociale de la population tulliste qui se teinte d'une forte coloration ouvrière.
La jonction urbaine entre le quartier ouvrier de Souilhac et le quartier historique de la Cathédrale se fait par l'urbanisation de l'actuelle avenue Victor-Hugo. Comme dans beaucoup d'autres villes françaises inspirés par les rénovations du baron Haussmann à Paris, la fin du XIXe siècle voit la ville s'ouvrir avec notamment le percement de l'actuelle avenue du Général-de-Gaulle dans le quartier du Trech ou l'agrandissement de la place de la Cathédrale. Des travaux sont entrepris au même moment pour limiter les fréquentes inondations et assainir la ville en enfouissant la Solane qui coulait jusqu'alors aux pieds des bâtisses. La ville se dote aussi de nouveaux bâtiments publics incombant à son rôle de préfecture et de principale ville du département avec par exemple la construction de la mairie (ancien évêché), de la préfecture, de l'Hôtel Marbot (ancien grand séminaire), du palais de Justice, de la poste, de la halle-gymnase (actuelle salle Latreille) et du lycée Edmond-Perrier, dont beaucoup dans un style art nouveau. Achevé en 1899, le théâtre est un monument d'Anatole de Baudot, la première réalisation de ce genre au monde en ciment armé.
Tulle devient une ville de garnison à partir de 1841 où un régiment d'infanterie s'installe dans l'ancienne caserne située sur le Champ-de-Mars, à l'emplacement actuel de la cité administrative, le long de la Corrèze. À la fin du XIXe siècle, la caserne de la Botte est construite et le couvent des Récollets est transformé en caserne. En 1907, la ville accueille le 100e régiment d'infanterie, auparavant en garnison à Narbonne et déplacé à cause de son soutien à la révolte des vignerons du Languedoc.
À partir du début du XXe siècle, la ville commence à s'étendre sur les très escarpés versants de la vallée et l'urbanisation s'étend.
En 1912, le grand séminaire devient l'Hôtel Marbot (actuel conseil départemental) et accueille en son sein l'école des enfants de troupe.
De 1917 à 1922, la ville de Tulle est le théâtre d'une dramatique affaire de mœurs sociales, dite affaire du corbeau de Tulle, source d'inspiration en 1943 pour le film Le corbeau, de Henri-Georges Clouzot.

#### Seconde Guerre mondiale
Grande terre de résistance, la Corrèze est victime depuis le début de l'année 1944 d'une sévère répression des autorités allemandes dont sont aussi victimes les civils.
Le 16 mars 1944, la Légion nord-africaine entre à Tulle, avec à sa tête Henri Lafont. L'hôtel Saint-Martin et le théâtre municipal sont réquisitionnés pour loger les officiers et la troupe.
Le 7 juin 1944, les Francs-tireurs et partisans (FTP) dirigent une première attaque sur la ville au cours de laquelle les nazis abattent 18 garde-voies à la gare. Le 9 juin 1944, les SS de la division Das Reich commandée par le général Heinz Lammerding rentrent dans Tulle, libérée la veille par les FTP de Jacques Chapou. Par rétorsion et pour terroriser la population d'une des « capitales du maquis », les SS procèdent à une rafle de 3 000 hommes dans la ville, qu'ils réunissent dans la manufacture d'armes. Cent hommes sont désignés parmi les raflés, triés par un membre de la Gestapo du nom de Walter Schmald ou de Hauptsturmführer Aurel Kowatsch[pas clair] ; 99 d'entre eux sont ensuite pendus aux balcons de la ville. Les nazis désignent ensuite 149 autres hommes en vue d’être déportés : 101 vont en périr.
Lammerding, responsable des deux massacres de Tulle et d'Oradour, celui d'Oradour a été organisé par le major supérieur SS-Stubaf Adolf Diekmann et des adjoints Otto-Erich Kahn et Heinz Barth du 3./I./SS-Panzergrenadier-Regiment.4 « Der Führer » ou Les SS de la “Das Reich” et les négationnistes avancent l’enlèvement du commandant Helmut Kämpfe, le 9 juin 1944, comme la seule cause du massacre d’Oradour. Helmut Kämpfe a été capturé sur la route Guéret à Limoges près de Moissannes d'où depuis 1986 un menhir, conçu par l'artiste Jean-Joseph Sanfourche, rappelle la capture les maquisards commandés par le sergent Jean Canou appartenant au groupe Georges Guingouin l'enlèvent et fut exécuté dès la nouvelle Oradour et de la communication du commandant des partisans en Creuse, le commandant Albert Fossey-François, qui lui apprend la « boucherie » du Massacre de Combeauvert, ordonnée sous le commandement de Kämpfe,,,. Heinz Lammerding n'a jamais été extradé en France par l’Allemagne, bien que condamné. Tous les 9 juin, une grande procession d'hommage est organisée entre la place de la Gare, puis celle de Souilhac — autour de laquelle furent pendus les otages — et le champ des Martyrs, la décharge sur la route de Brive où leurs corps furent jetés.

#### Depuis les années 1960

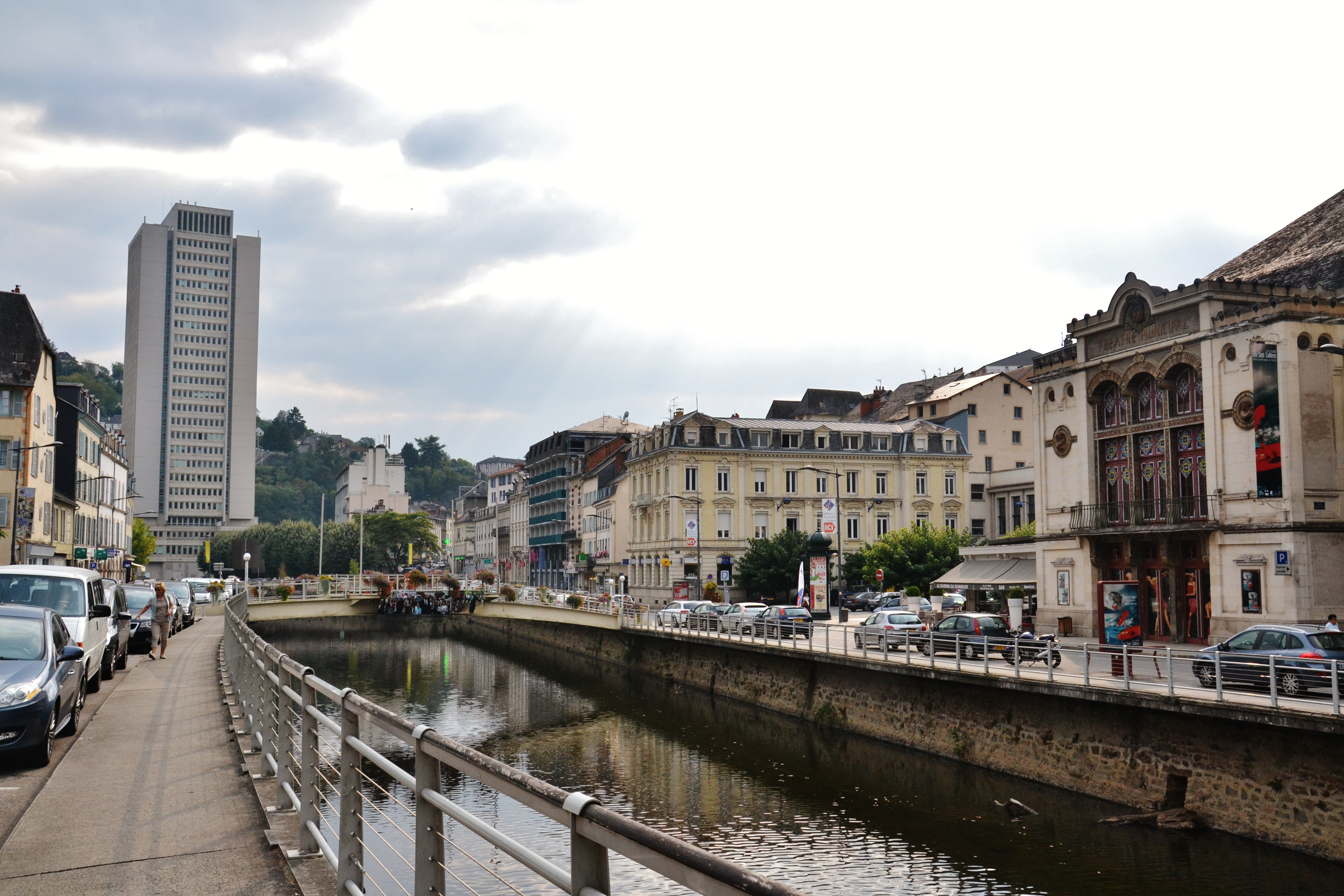
Vue du centre-ville depuis le pont de l'Escurol.

Après le putsch des généraux du 21 avril 1961, la prison de Tulle accueille dix-huit responsables militaires putschistes dont les quatre généraux instigateurs Raoul Salan, Edmond Jouhaud, Maurice Challe, André Zeller, ceux-ci ayant tenté un coup d'État en réaction à la politique du président Charles de Gaulle et de son gouvernement sur l'Algérie française. Ont également été emprisonnés à Tulle, Hélie de Saint Marc, Jean-Louis Nicot, Jacques Faure, Charles-Gilbert de La Chapelle, Georges Masselot et Pierre Guillaume Gratien. Salan, le dernier occupant, est amnistié le 15 juin 1968 par de Gaulle à la suite des événements de mai 68. Il semblerait que le choix de Tulle soit dû aux tendances républicaines, voire communistes de la population, et ce afin de compliquer l'implantation de filières d'évasion de l'OAS.
En 1972 la ville accueille l'annexe de l'École d'enseignement technique de l'Armée de terre (EETAT). Au quartier Marbot sont formés les électromécaniciens et, à la Bachellerie, les comptables et mécaniciens monteurs. En 1977, l'EETAT devient l’École nationale technique des sous-officiers d'active (ENTSOA). En 1984, l'annexe de Tulle ferme, elle est remplacée par l’École de gendarmerie de Tulle, implantée dans la caserne de la Bachellerie et qui accueille environ 1 100 élèves gendarmes.
Depuis 1973, le centre-ville est doté d'une tour, la tour de la cité administrative, composée de 22 niveaux et d'une hauteur de 86 m (côté rivière).

#### XXIesiècle
Aujourd'hui, Tulle, préfecture de la Corrèze et évêché, n'est plus le siège d'une manufacture d'armes. Jusque dans les années 1980, celle-ci avait été le premier employeur du Limousin mais l'entreprise publique Giat Industries, devenue Nexter, a opéré de multiples restructurations au cours des dernières décennies jusqu'à réduire le site historique de production de Tulle à 120 employés. Un musée des armes est créé en 1979 par le personnel de la manufacture. Aujourd'hui fermé, il intègre l'un des trois parcours proposés à la Cité de l'accordéon et des patrimoines consacré à l'histoire de la Manufacture d'armes de Tulle.
Le 6 mai 2012, le président nouvellement élu, François Hollande, maire de Tulle entre 2001 et 2008, prononça sur la place de la Cathédrale son premier discours en tant que président de la République française, attirant plusieurs milliers de personnes dont quelque 400 journalistes français et étrangers et plusieurs hélicoptères.

## Politique et administration

### Tendances politiques et résultats
Les personnalités exerçant une fonction élective dont le mandat est en cours et en lien direct avec le territoire de Tulle sont les suivantes :
| Élection        | Territoire                             | Titre                         | Nom                             | Tendance politique      | Tendance politique | Début de mandat  | Fin de mandat |
| --------------- | -------------------------------------- | ----------------------------- | ------------------------------- | ----------------------- | ------------------ | ---------------- | ------------- |
| Municipales     | Tulle                                  | Maire de Tulle                | Bernard Combes                  | DVG                     |                    | 17 mars 2008     | 2026          |
| Départementales | Canton de Tulle                        | Conseillers départementaux    | Bernard Combes et Annick Taysse | DVG                     |                    | 2 avril 2015     | 2028          |
| Législatives    | Première circonscription de la Corrèze | Député                        | François Hollande               | Nouveau Front populaire |                    | 7 juillet 2024   | juin 2029     |
| Régionales      | Nouvelle-Aquitaine                     | Président du conseil régional | Alain Rousset                   | PS                      |                    | 1er janvier 2016 | 2028          |
| Présidentielle  | France                                 | Président de la République    | Emmanuel Macron                 | EM/LREM/RE              |                    | 14 mai 2017      | mai 2027      |

#### Récapitulatif de résultats électoraux récents
| Scrutin              | 1er tour | 1er tour | 1er tour | 1er tour | 1er tour | 1er tour | 1er tour           | 1er tour           | 1er tour           | 1er tour           | 1er tour           | 1er tour           | 2d tour        | 2d tour        | 2d tour        | 2d tour        | 2d tour        | 2d tour        | 2d tour        | 2d tour        | 2d tour        |
| Scrutin              | 1er      | 1er      | %        | 2e       | 2e       | %        | 3e                 | 3e                 | %                  | 4e                 | 4e                 | %                  | 1er            | 1er            | %              | 2e             | 2e             | %              | 3e             | 3e             | %              |
| -------------------- | -------- | -------- | -------- | -------- | -------- | -------- | ------------------ | ------------------ | ------------------ | ------------------ | ------------------ | ------------------ | -------------- | -------------- | -------------- | -------------- | -------------- | -------------- | -------------- | -------------- | -------------- |
| Municipales 2014     |          | PS       | 65,15    |          | DVD      | 34,85    | Pas de 3e ni de 4e | Pas de 3e ni de 4e | Pas de 3e ni de 4e | Pas de 3e ni de 4e | Pas de 3e ni de 4e | Pas de 3e ni de 4e | Pas de 2d tour | Pas de 2d tour | Pas de 2d tour | Pas de 2d tour | Pas de 2d tour | Pas de 2d tour | Pas de 2d tour | Pas de 2d tour | Pas de 2d tour |
| Européennes 2014     |          | PS       | 33,72    |          | UMP      | 18,04    |                    | FN                 | 14,61              |                    | FG                 | 10,40              | Tour unique    | Tour unique    | Tour unique    | Tour unique    | Tour unique    | Tour unique    | Tour unique    | Tour unique    | Tour unique    |
| Départementales 2015 |          | PS       | 49,85    |          | UMP      | 26,16    |                    | FN                 | 12,80              |                    | DVG                | 11,19              |                | PS             | 64,22          |                | UMP            | 35,78          | Pas de 3e      | Pas de 3e      | Pas de 3e      |
| Régionales 2015      |          | PS       | 39,76    |          | LR       | 22,48    |                    | FN                 | 15,77              |                    | FG                 | 9,39               |                | PS             | 57,22          |                | LR             | 28,95          |                | FN             | 13,83          |
| Présidentielle 2017  |          | EM       | 30,81    |          | LFI      | 23,71    |                    | LR                 | 14,10              |                    | FN                 | 13,82              |                | EM             | 77,93          |                | FN             | 22,07          | Pas de 3e      | Pas de 3e      | Pas de 3e      |
| Législatives 2017    |          | PS       | 33,44    |          | LREM     | 27,93    |                    | LFI                | 10,66              |                    | LR                 | 9,65               |                | PS             | 58,43          |                | LREM           | 41,57          | Pas de 3e      | Pas de 3e      | Pas de 3e      |
| Européennes 2019     |          | RN       | 18,54    |          | LREM     | 18,38    |                    | PP-PS              | 14,17              |                    | EÉLV               | 11,85              | Tour unique    | Tour unique    | Tour unique    | Tour unique    | Tour unique    | Tour unique    | Tour unique    | Tour unique    | Tour unique    |
| Municipales 2020     |          | PS       | 64,34    |          | DVD      | 35,65    | Pas de 3e ni de 4e | Pas de 3e ni de 4e | Pas de 3e ni de 4e | Pas de 3e ni de 4e | Pas de 3e ni de 4e | Pas de 3e ni de 4e | Pas de 2d tour | Pas de 2d tour | Pas de 2d tour | Pas de 2d tour | Pas de 2d tour | Pas de 2d tour | Pas de 2d tour | Pas de 2d tour | Pas de 2d tour |
| Présidentielle 2022  |          | LFI      | 24,70    |          | LREM     | 22,32    |                    | RN                 | 18,98              |                    | LR                 | 6,74               |                | LREM           | 60,50          |                | RN             | 39,50          | Pas de 3e      | Pas de 3e      | Pas de 3e      |

### Administration municipale
| Période       | Période       | Identité                                      | Étiquette | Qualité                                                                                        |
| ------------- | ------------- | --------------------------------------------- | --------- | ---------------------------------------------------------------------------------------------- |
| 18 août 1944  | 12 mai 1947   | Jules Lafue                                   |           | Inspecteur des impôts                                                                          |
| 12 mai 1947   | 20 avril 1949 | Clément Chausson                              | PCF       | Instituteur, député                                                                            |
| 20 avril 1949 | 21 mars 1959  | Jean Massoulier                               | Radical   | Avocat                                                                                         |
| 21 mars 1959  | 21 mars 1971  | Jean Montalat                                 | SFIO      | Pharmacien Député                                                                              |
| 21 mars 1971  | 24 mars 1977  | Georges Mouly                                 | RPR       | Professeur Sénateur                                                                            |
| 24 mars 1977  | 19 juin 1995  | Jean Combasteil                               | PCF       | Inspecteur de l'information et de l'orientation Député                                         |
| 19 juin 1995  | 24 mars 2001  | Raymond-Max Aubert                            | RPR       | Député Ministre                                                                                |
| 24 mars 2001  | 17 mars 2008  | François Hollande                             | PS        | Député Premier secrétaire du Parti socialiste Président de la République Française (2012-2017) |
| 17 mars 2008  | En cours      | Bernard Combes Réélu pour le mandat 2020-2026 | PS        | Conseiller départemental                                                                       |

### Intercommunalité
Tulle fait partie de la communauté d'agglomération de Tulle, « Tulle Agglo », dont elle est le siège.

### Administration départementale
Tulle est le chef-lieu du département de la Corrèze et abrite le siège du conseil général de la Corrèze ainsi que la préfecture de la Corrèze.
Tulle était jusqu'en 2015 le chef-lieu de quatre cantons mais à partir du redécoupage effectif au 1er janvier 2015, la ville de Tulle forme à elle seule un canton, le canton de Tulle, tandis que les communes composant les anciens cantons de Tulle-Campagne-Sud et Tulle-Campagne-Nord sont répartis entre le canton de Naves et le canton de Sainte-Fortunade.

### Politique environnementale
Dans son palmarès 2024, le Conseil national de villes et villages fleuris de France a attribué deux fleurs à la commune.

### Jumelages
- Schorndorf (Allemagne)
- Errenteria (Espagne)
- Bury (Royaume-Uni)
- Lousada (Portugal)
- Smolensk (Russie)
- Dueville (Italie)

## Démographie
L'évolution du nombre d'habitants est connue à travers les recensements de la population effectués dans la commune depuis 1793. Pour les communes de plus de 10 000 habitants les recensements ont lieu chaque année à la suite d'une enquête par sondage auprès d'un échantillon d'adresses représentant 8 % de leurs logements, contrairement aux autres communes qui ont un recensement réel tous les cinq ans,.

En 2022, la commune comptait 13 602 habitants, en évolution de −5,89 % par rapport à 2016 (Corrèze : −0,59 %, France hors Mayotte : +2,11 %).
| 1793  | 1800  | 1806  | 1821  | 1831  | 1836  | 1841  | 1846   | 1851   |
| ----- | ----- | ----- | ----- | ----- | ----- | ----- | ------ | ------ |
| 9 662 | 9 362 | 9 153 | 8 097 | 8 689 | 9 700 | 9 669 | 10 769 | 11 895 |

| 1856   | 1861   | 1866   | 1872   | 1876   | 1881   | 1886   | 1891   | 1896   |
| ------ | ------ | ------ | ------ | ------ | ------ | ------ | ------ | ------ |
| 11 653 | 12 410 | 12 606 | 13 680 | 15 342 | 16 196 | 16 277 | 18 964 | 17 374 |

| 1901   | 1906   | 1911   | 1921   | 1926   | 1931   | 1936   | 1946   | 1954   |
| ------ | ------ | ------ | ------ | ------ | ------ | ------ | ------ | ------ |
| 17 412 | 17 245 | 15 942 | 13 732 | 14 349 | 15 021 | 15 617 | 18 202 | 19 372 |

| 1962   | 1968   | 1975   | 1982   | 1990   | 1999   | 2006   | 2011   | 2016   |
| ------ | ------ | ------ | ------ | ------ | ------ | ------ | ------ | ------ |
| 19 084 | 20 016 | 20 100 | 18 880 | 17 164 | 15 553 | 15 734 | 14 666 | 14 453 |

| 2021   | 2022   | - | - | - | - | - | - | - |
| ------ | ------ | - | - | - | - | - | - | - |
| 13 992 | 13 602 | - | - | - | - | - | - | - |

La commune est la deuxième ville la plus peuplée du département, derrière Brive-la-Gaillarde bien que celle-ci ne soit que sous-préfecture : la population de Brive était inférieure à celle de Tulle au moment de la constitution des départements (5 847 à Brive en 1793 contre 9 662 habitants à Tulle). Le pic de population a été atteint en 1975, avec 20 100 habitants. Depuis la fin des années 1970 la population décline avec une stabilisation autour des 15 000 habitants depuis la fin des années 1990.

## Économie

### Industrie et artisanat
L'économie industrielle et artisanale tulliste est en déclin depuis la fin de la Seconde Guerre mondiale, notamment sous l'effet du processus de désindustrialisation. Malgré tout, certaines activités perdurent :
- Dentelles de Tulle. L'association Diffusion et Renouveau du Poinct de Tulle a été créée pour conserver ce patrimoine et le faire connaître en France[61].
- Manufacture d'accordéons Maugein, la dernière en France. Elle a employé jusqu'à 200 personnes, mais n'en compte plus aujourd'hui que 19, produisant tout de même 600 accordéons par an.
- Borg-Warner[62] : équipementier automobile américain quit fut installé sur la ZAC de la Montane (env. 360 emplois[63]) et qui fermera définitivement les portes de son usine corrézienne en 2022[64].
- Manufacture d'armes (manufacture royale créée en 1777[65]) dans le quartier de Souilhac, à proximité de l'usine Maugein. Le site a employé jusqu'à 4 700 ouvriers pendant la Première Guerre mondiale et a fonctionné à plein régime dans l'entre-deux guerres et au début de la guerre froide. Dans les années 1990, après la chute du mur de Berlin, la « Manu » a fermé ses portes[66], mais le site est toujours consacré à des activités dépendant du ministère de la Défense[67] : l’imprimerie de la Défense, les réparations militaires et la production des armes (Nexter qui emploie actuellement 500 personnes).

Tulle est le siège de la chambre de commerce et d'industrie de Tulle et Ussel et du service de l'emploi pénitentiaire (chargé de gérer le compte de commerce et les ateliers de la Régie industrielle des établissements pénitentiaires). La CCI gère l’aérodrome d’Ussel-Thalamy, la zone industrielle de Tulle-Est et la Maison du pôle interrégional bois.
Tulle est également le siège de la chambre de métiers et de l'artisanat de la Corrèze laquelle fédère environ 6 200 artisans, en 2013.

### Zones commerciales
- Zone commerciale de Cueille
- Zone commerciale de Citea
- Zone commerciale de la Solane
- Zone commerciale de Mulatet

### Endettement
En 2018, le montant total des dettes dues par la commune de Tulle était de 21,7 millions d'euros après un pic à 30,7 millions d'euros en 2009 du fait des conséquences de la crise financière de 2007-2010. Sa capacité de désendettement est évaluée à 6,8 ans en 2018, en forte diminution depuis 2007 où elle était estimée à 14,9 ans.

## Patrimoine civil et religieux
Jusqu'à récemment, la ville de Tulle disposait de deux musées : le musée du Cloître et le Musée des armes, ouvert en 1977, mais dont la muséographie, inchangée depuis son installation, ne correspondait plus aux attentes des visiteurs d’aujourd’hui — il est fermé depuis plusieurs années.
La ville de Tulle s'est donc engagée dans un projet de restructuration de ses musées municipaux qui vise à regrouper un sein d'un nouveau bâtiment des collections aujourd'hui dispersées ou non visibles. Le projet scientifique et culturel de la future Cité de l'accordéon et des patrimoines de Tulle a été validé en 2019. Les travaux sont en cours dans plusieurs bâtiments des anciens locaux de la Banque de France qui, en avril 2024, accueilleront un parcours permanent autour de trois thèmes : l'accordéon, la dentelle en poinct de Tulle et l'histoire de la manufacture d'armes de Tulle,.

### Patrimoine religieux

#### Cathédrale Notre-Dame
La cathédrale actuelle, place Monseigneur-Bertheaud, a été construite à partir du XIIIe siècle, à l’emplacement d’une abbaye mérovingienne dont les titulaires avaient acquis la dignité épiscopale. Les retards pris dans la réalisation de l'édifice firent évoluer les plans par rapport à ceux initialement prévus, passant du plan classique bénédictin et du style roman au style gothique. Jouxtant la cathédrale se trouve le cloître du XIIIe siècle.

La cathédrale de Tulle
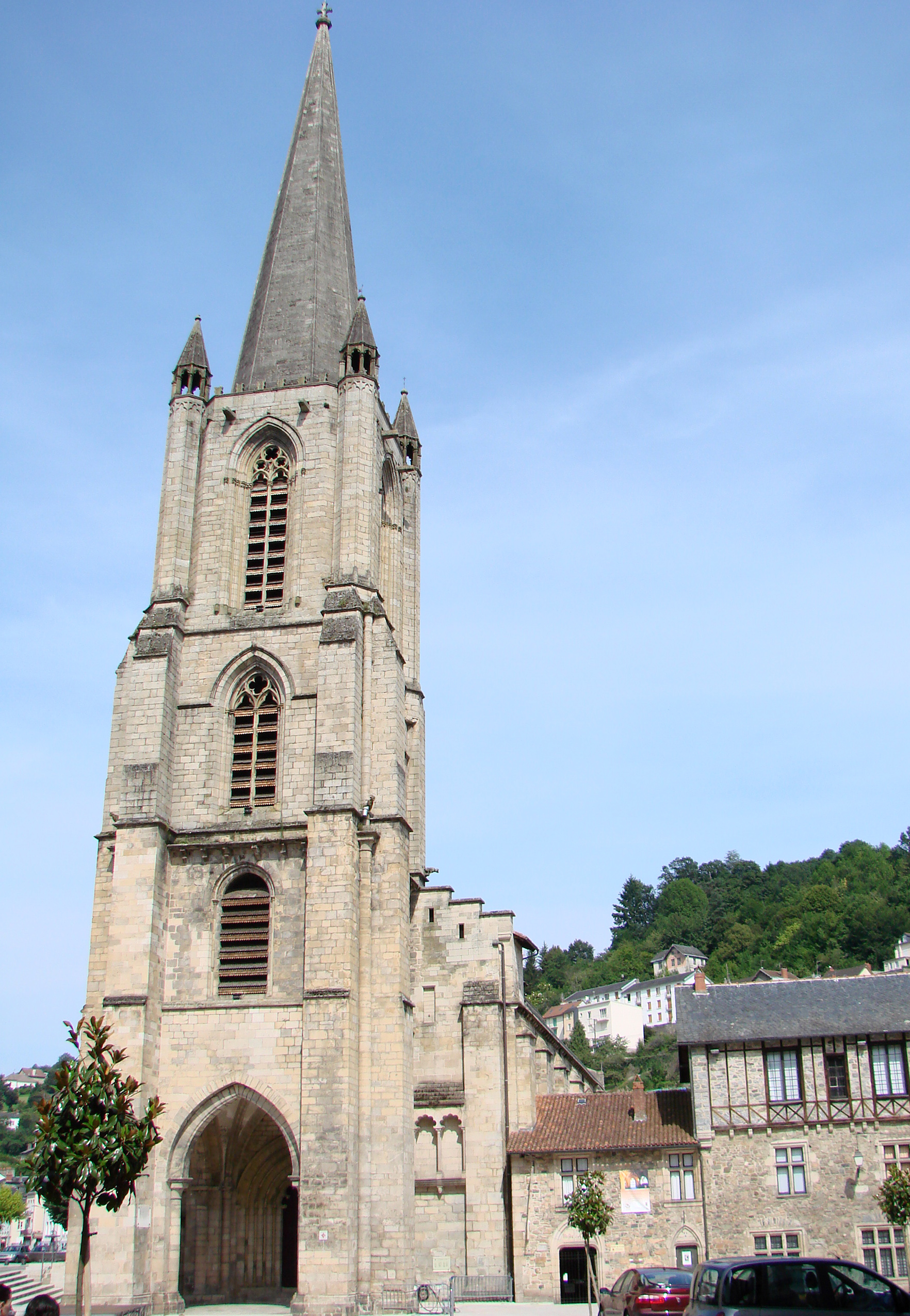
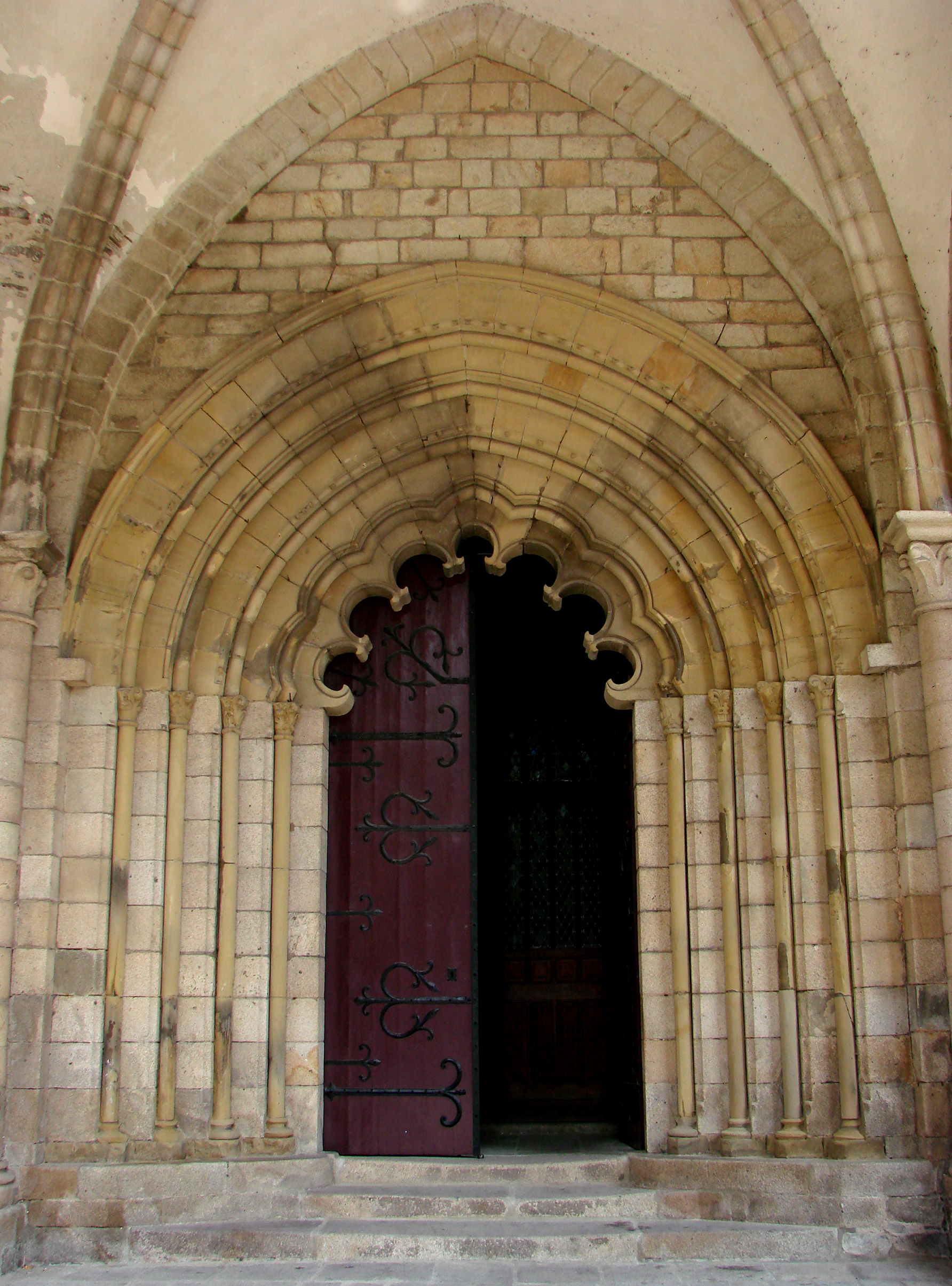
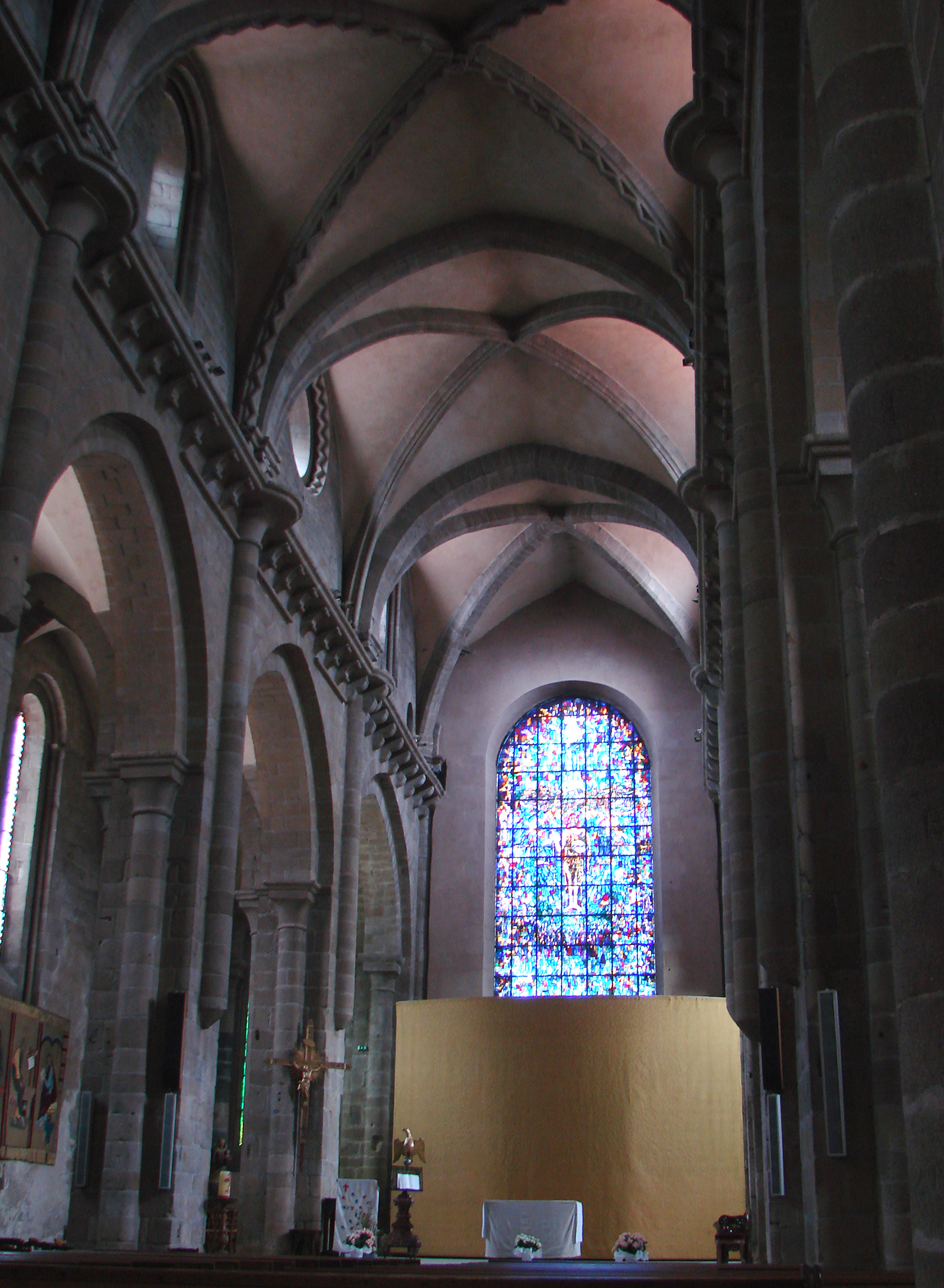
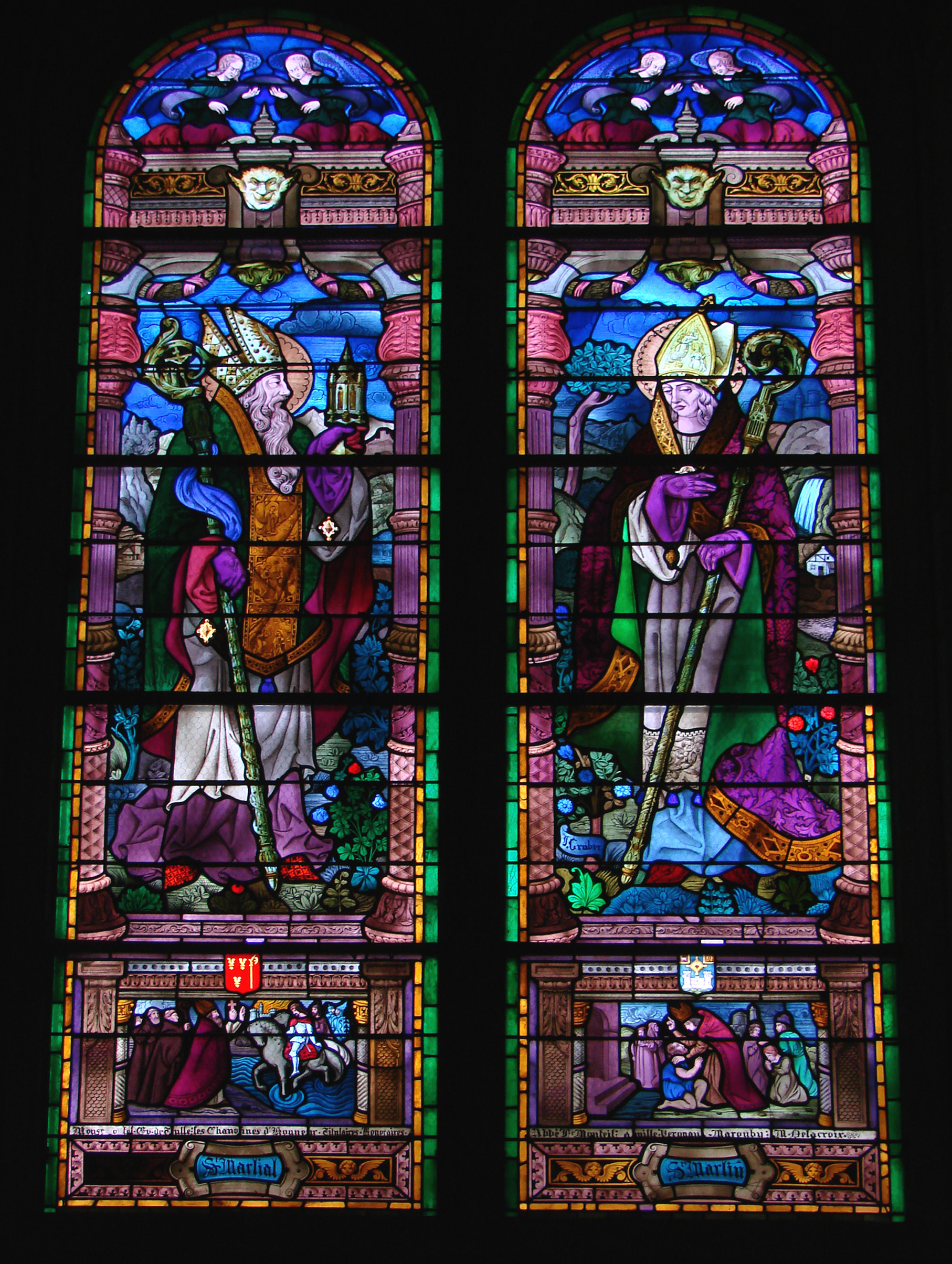
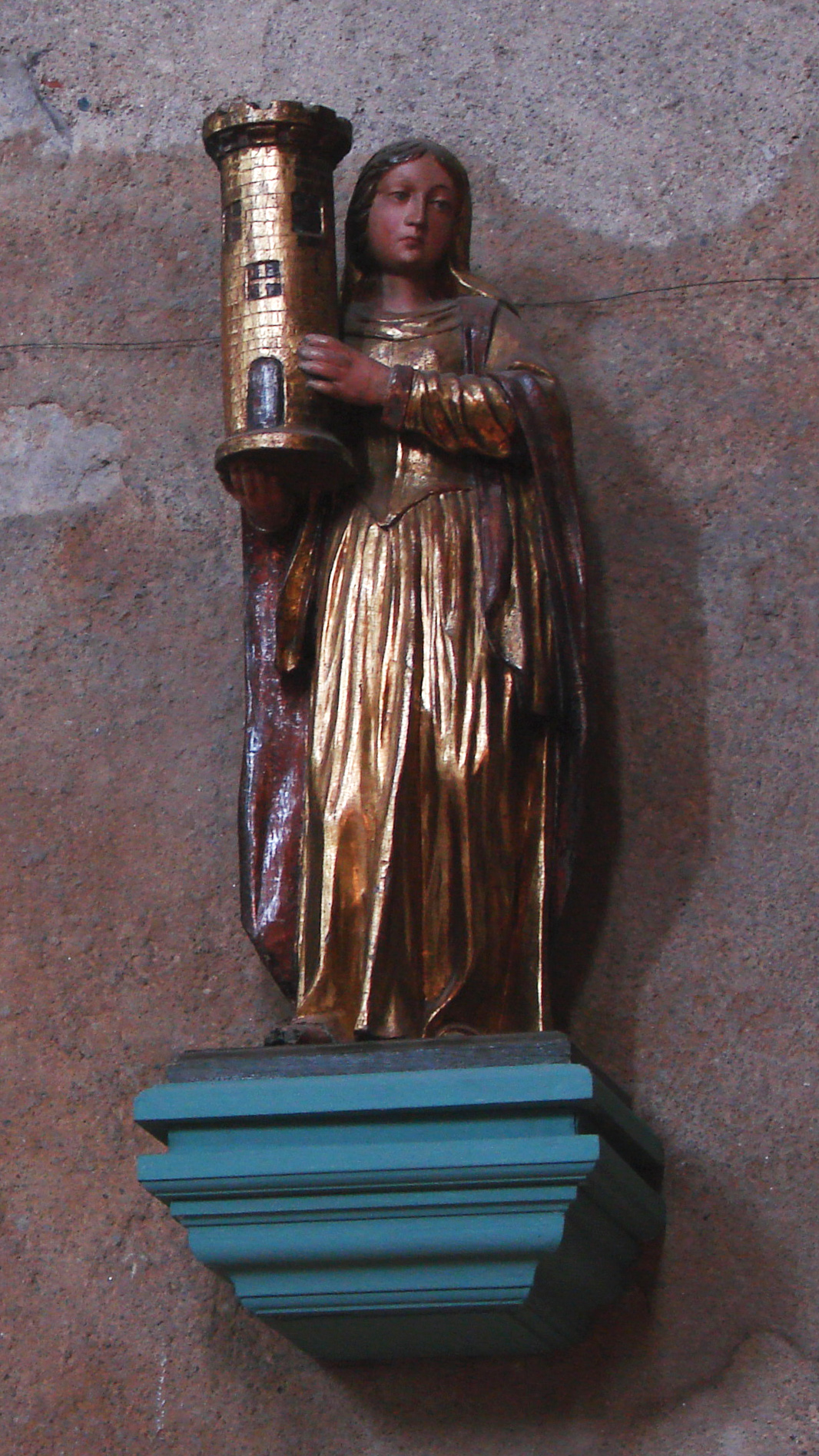

#### Cloître de Tulle

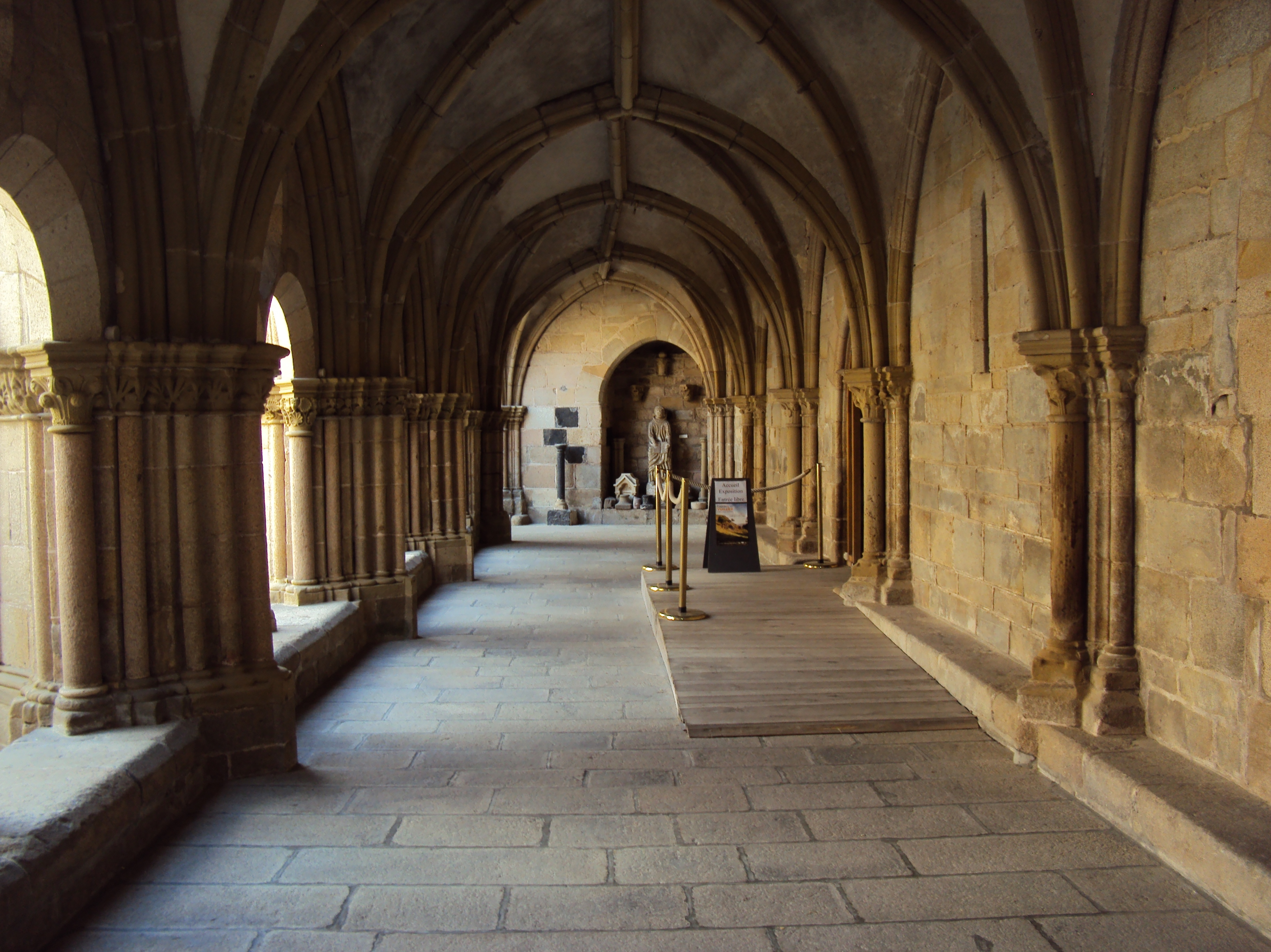
Entrée du cloître de Tulle.

Le cloître de Tulle est une des parties restantes des bâtiments de l’antique abbaye Saint-Martin-et-Saint-Michel.
Dès 1819, les lieux deviennent un musée départemental ; le musée du Cloître de Tulle est fondé officiellement en 1893 par Émile Fage, président de la Société des lettres, sciences et arts de la Corrèze. Situé au cœur de la cité médiévale, le musée, devenu municipal à partir de 1904, abritait des collections reflétant la vie, les passions, les découvertes et l'histoire des Tullistes et de leur région. On pouvait y voir une collection de taques de cheminée (XVIe – XVIIIe siècle) et une exposition de sculptures d'art religieux ou populaire sur bois, d'armes à feu, de faïences et de porcelaines.
Le lieu et les collections sont, depuis 2024, rattachés à la Cité de l'accordéon et des patrimoines de Tulle.

#### Autres
- Ancienne chapelle Notre-Dame-de-Miséricorde, appelée à tort Saint-Jacques, avenue Victor Hugo, (XVIIIe siècle)[73] ; façades et toitures inscrites comme monument historique[74].
- Ancienne chapelle de l'École des enfants de troupe, chemin des Enfants de Troupe[75].
- Chapelle du cimetière Le Puy-Saint-Clair (ancienne chapelle des pénitents bleus).
- Chapelle de l'Hôpital (ancienne chapelle de la Visitation) édifiée en 1743[76], inscrite comme monument historique[77].
- Chapelle de l'établissement scolaire Sainte-Marie-Jeanne-d'Arc, rue Marc Eyrolles.
- Ancien couvent des Bernardines (XVIe siècle), rue du Fouret, aujourd'hui maison particulière ; inscrit comme monument historique[78].
- Église Saint-Jean (ancienne chapelle des pénitents blancs), rue Pasteur.
- Église Saint-Pierre de Timme, avenue de la Bastille, (ancienne chapelle des Carmes déchaussés) (XVIIe siècle), classée comme monument historique en 1987[79].
- Église Saint-Joseph, rue d'Arsonval (Souilhac).
- Salle du royaume des Témoins de Jéhovah, quai de Rigny.

### Patrimoine civil
- Anciens bains-douches du pont de la Barrière, inscrits comme monument historique[80].
- Champ des Martyrs : monument commémorant le massacre par pendaison de 99 hommes les 8 et 9 juin 1944.
- Hôtel de Lauthonie (XVIe siècle et XIXe siècle)[81], classé comme monument historique[82].
- Hôtel de la Préfecture (XIXe siècle), inscrit dans sa totalité comme monument historique[83].
- Lycée Edmond-Perrier (bâtiments élevés entre 1884 et 1887), réalisation d'Anatole de Baudot ; inscrit comme monument historique[84].
- Maison de Loyac, appelée autrefois maison de l'abbé, (XVIe siècle) ; c'est l'édifice civil le plus remarquable de Tulle. Façade sur la place classée comme monument historique[85], la maison et son intérieur sont inscrits comme monument historique[86].
- Maison des Seilhac (XVIIe siècle), inscrite comme monument historique[87].
- Monument Charles Lovy.
- Monument aux morts de la Grande Guerre.
- Théâtre municipal L'Eden (actuellement Théâtre Les 7 collines[88]) (XIXe siècle) ; façade principale inscrite comme monument historique[89].
- Tour d'Alverge (XVIe siècle), inscrite comme monument historique[78].
- Tour de la cité administrative (1975) d'une hauteur de 86 m côté rivière ; labellisée Patrimoine du XXe siècle.

### Patrimoine oral
- Enregistrements réalisés sur la commune[90].

## Justice

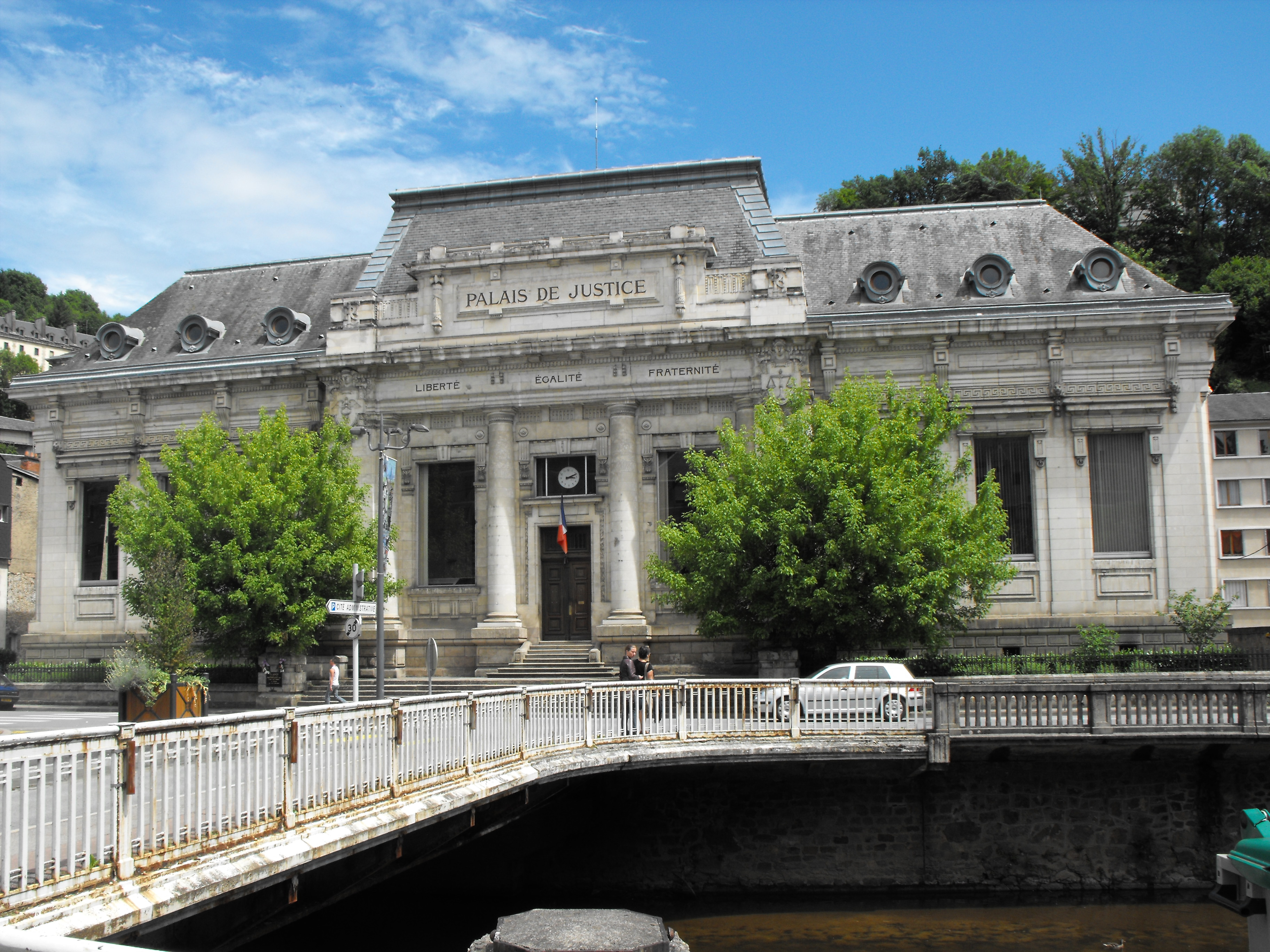
Palais de justice à Tulle.

Tulle possède un palais de justice (situé au 9 quai Gabriel Péri) abritant la cour d'assises de la Corrèze et le tribunal judiciaire, outre une maison d'arrêt (rue Souham) connue pour avoir reçu de 1961 à 1968 les généraux impliqués dans le putsch des généraux de la guerre d'Algérie.

## Équipements et services publics

### Enseignement

#### Collèges
- Collège Georges-Clemenceau
- Collège Victor-Hugo

### Lycées

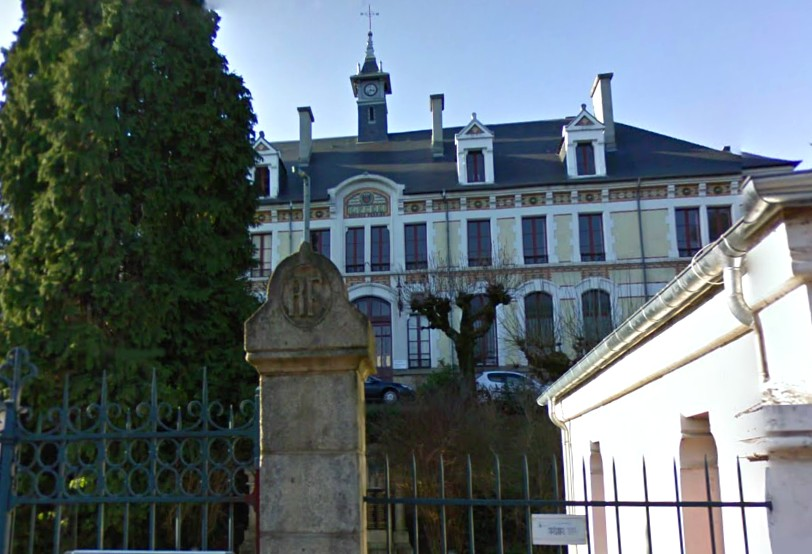
Lycée Edmond-Perrier à Tulle.

- Lycée Général et technologique Edmond-Perrier : héritier du lycée de Tulle, réalisé par l'architecte Anatole de Baudot de 1884 à 1887, le lycée Edmond-Perrier est un établissement d'enseignement secondaire et supérieur, technologique et général pouvant accueillir 1 100 élèves environ ; le nom du lycée a été adopté en 1923 en hommage à un illustre zoologiste tulliste, Edmond Perrier ; le lycée propose des CPGE (classes préparatoires aux grandes écoles, E3A, CCP, Mines Ponts, Centrale-Supélec, ENS, X) section PCSI/PC ouvertes au début des années 2000 ;
- Lycée professionnel René-Cassin[91] : baccalauréats professionnels Restauration (option cuisine ou service) / Gestion Administration / Métiers de la Sécurité / Métiers de l'électricité ; CAP Menuisier fabricant de menuiserie, mobilier et agencement / Préparation et réalisation d’ouvrages électriques ; BEP Hôtellerie-Restauration ;
- Lycée agricole Edgard-Pisani de Tulle-Naves.

#### Centres de formation des apprentis

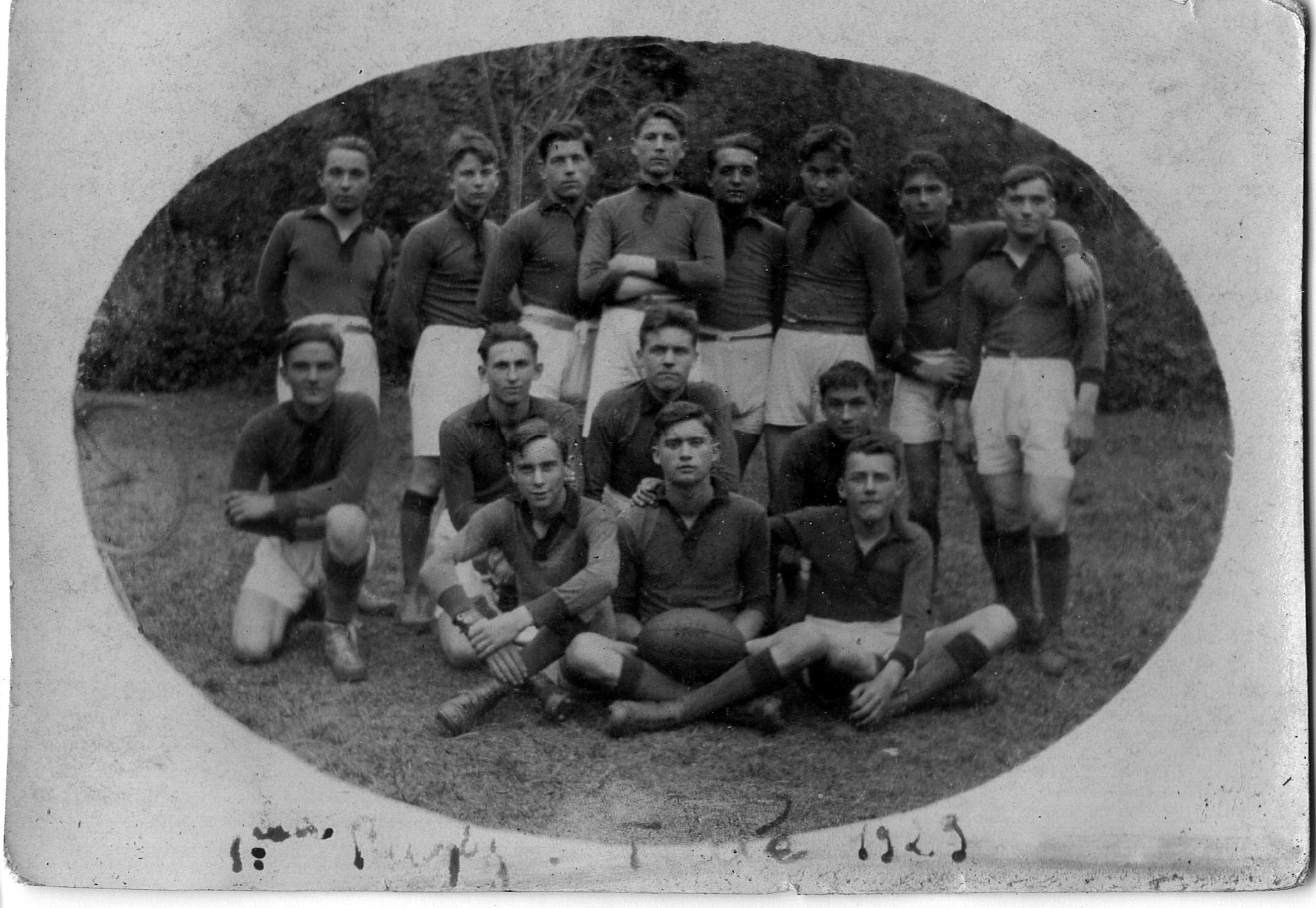
1930, école des enfants de troupe.

- CFA Les 13-Vents[92] (centre de formation interprofessionnel d'apprentis géré par la chambre de métiers et de l'artisanat de la Corrèze).
- Centre de formation des apprentis de l'industrie[93].
- Une école des enfants de troupes de 1924 à 1967.

#### Études supérieures
- ESPE de Tulle (école supérieure du professorat et de l'éducation).
- Institut supérieur de management des industries du bois (ISMIB[94]), école supérieure qui forme des cadres dans l'industrie du bois. Cette école dépend de la chambre de commerce et d'industrie de Tulle et Ussel.
- IUT du Limousin, départements Hygiène Sécurité Environnement (HSE) et Génie Industriel et Maintenance (GIM)[95].
- Institut de formation en soins infirmiers.
- Institut de formation d'aide-soignant.
- BTS NDRC (négociation et digitalisation de la relation client) (Lycée Edmond Perrier).
- Internat en médecine de Tulle (centre hospitalier Cœur de Corrèze) .
- Classes préparatoires aux grandes écoles PCSI (physique chimie science de l’ingénieur) dans l'enceinte du lycée Edmond-Perrier[96].
- École de gendarmerie (élèves gendarmes adjoints volontaires et sous-officiers)[97].

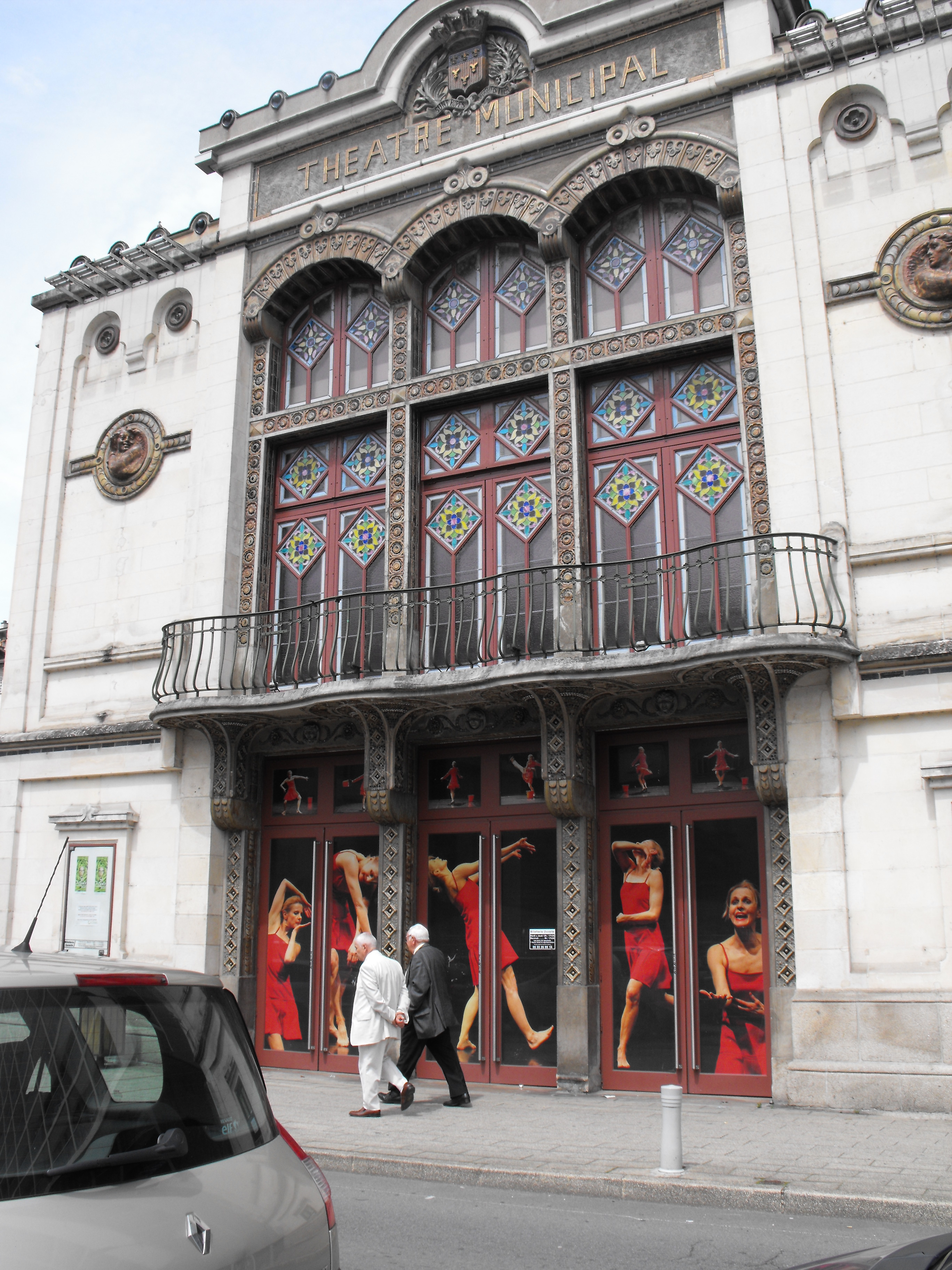
Le théâtre municipal.
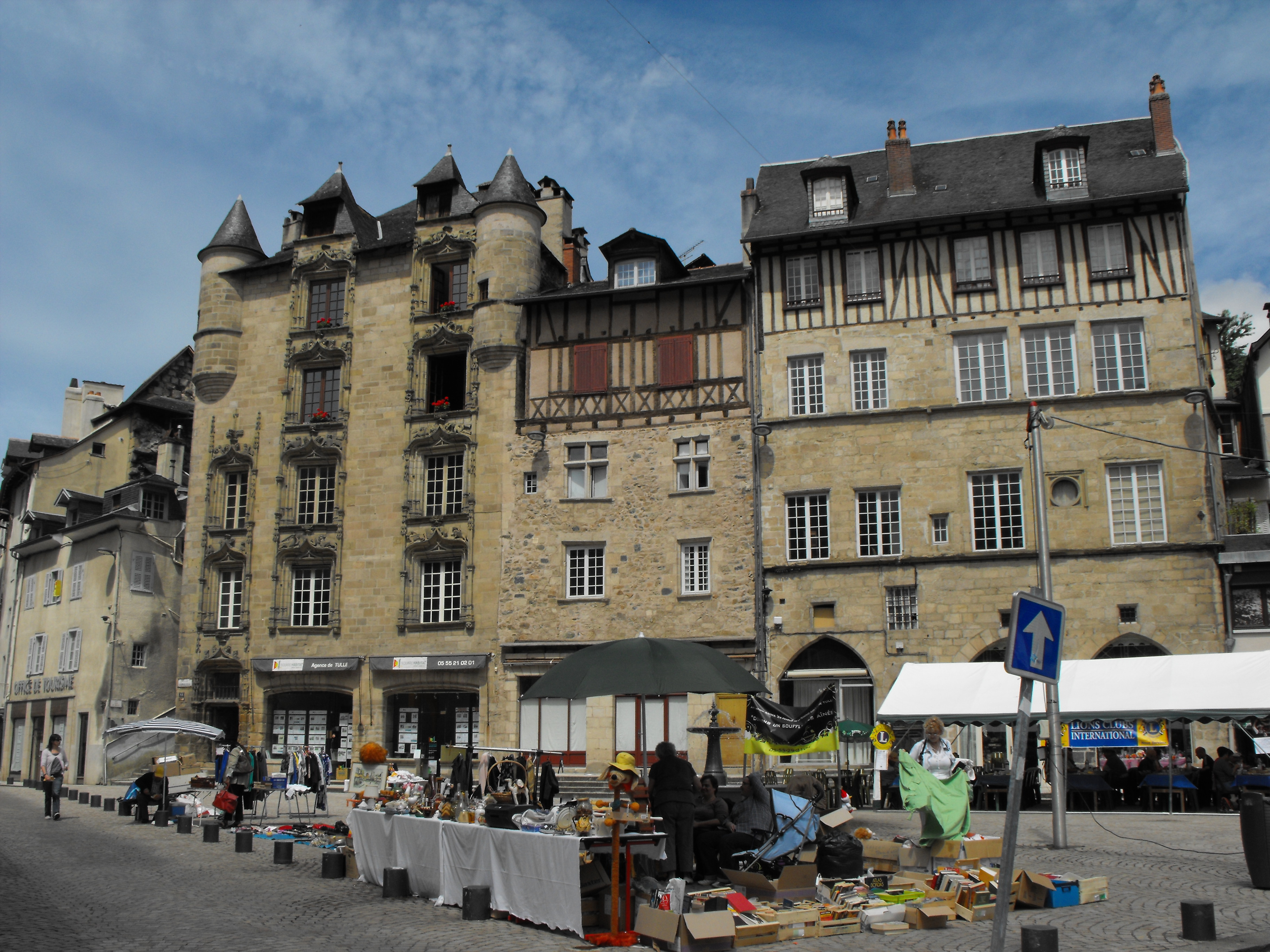
La place Gambetta.
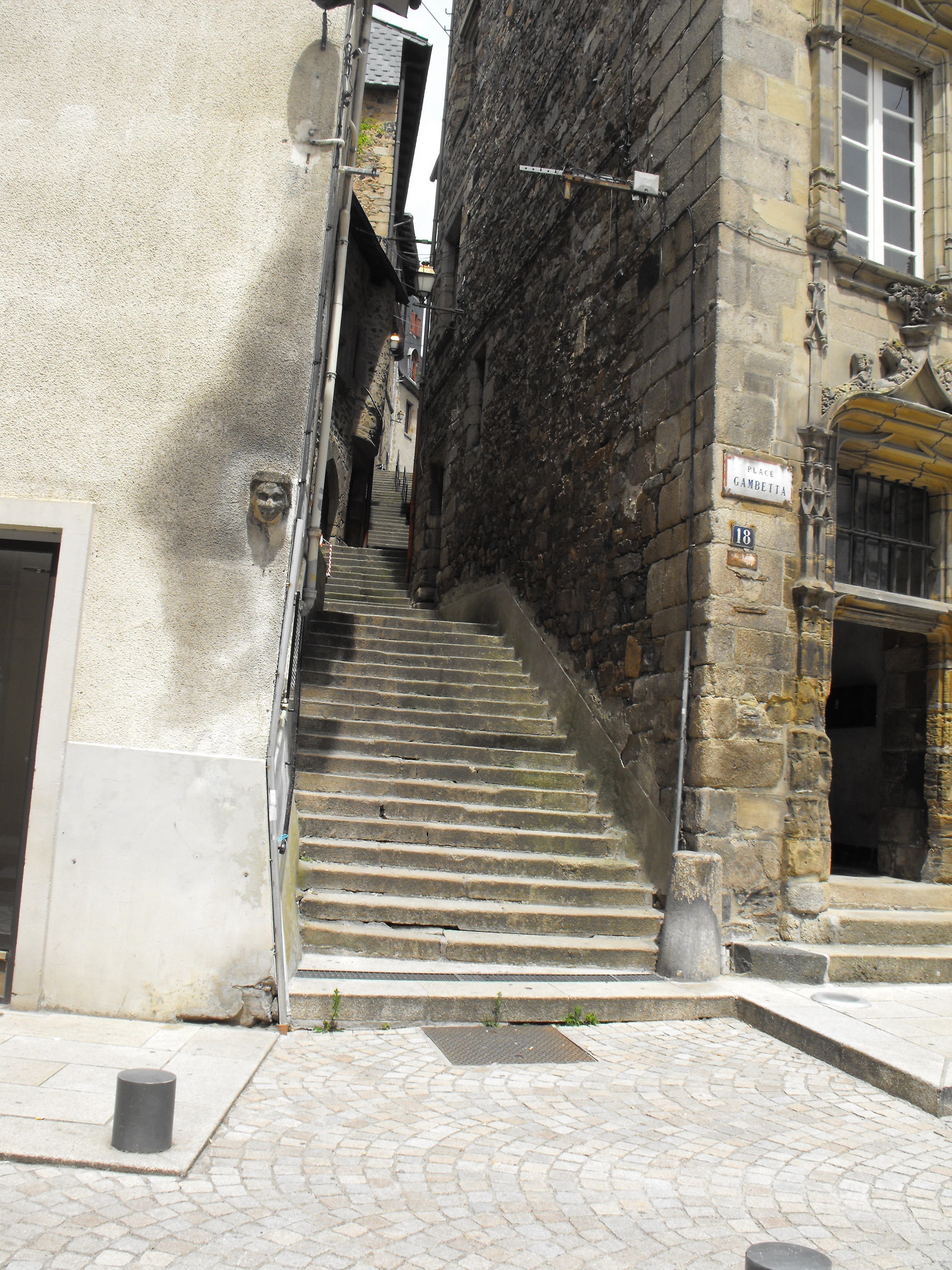
Place Gambetta, passage en escalier.
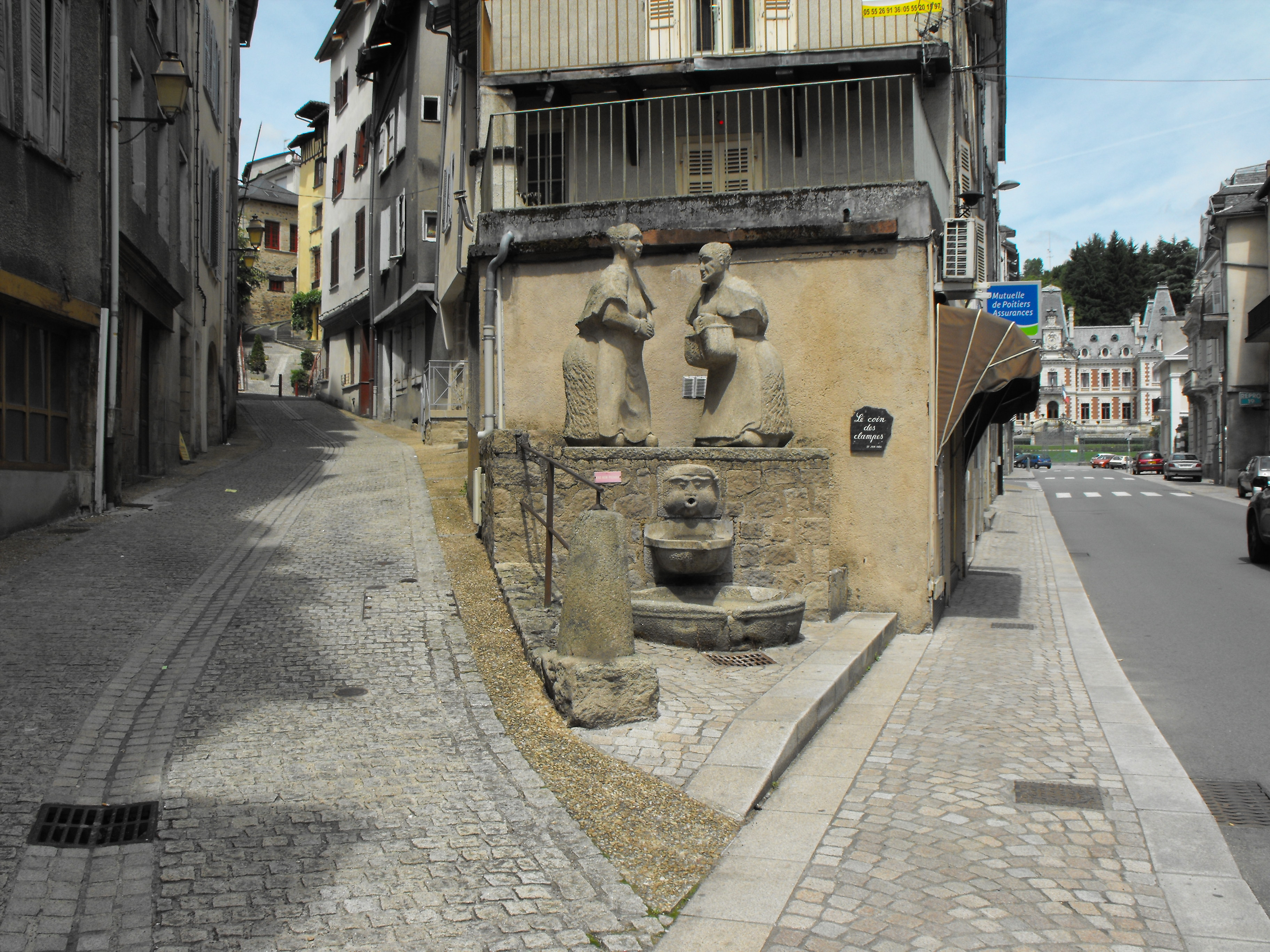
Le coin des Clampes.

### Santé
Centre hospitalier Cœur de Corrèze centre hospitalier public où de nombreuses spécialités médicales et chirurgicales sont présentes ; Centre Hospitalier Le Chandou ; Centre d’Action Médico-Sociale Précoce (CAMSP) départemental.

## Culture

### Vie culturelle

#### Lieux permanents
- Les Concerts du cloître Tulle[98] : créée en 1967, cette association, plus ancienne structure de spectacle vivant de la Corrèze, donne des concerts au théâtre, dans les églises aux environs de Tulle et participe à la vie culturelle de la cathédrale Notre-Dame et à la mise en valeur de son patrimoine
- La médiathèque intercommunale de Tulle qui a ouvert ses portes le 1er mars 2010
- Le théâtre des 7-Collines (scène nationale de Tulle-Brive)
- La salle des Lendemains-qui-Chantent (musiques actuelles)
- Le conservatoire à rayonnement départemental
- La Cité de l'accordéon et des patrimoines a ouvert ses portes le 6 avril 2024, inaugurée par Rachida Dati, ministre de la culture.

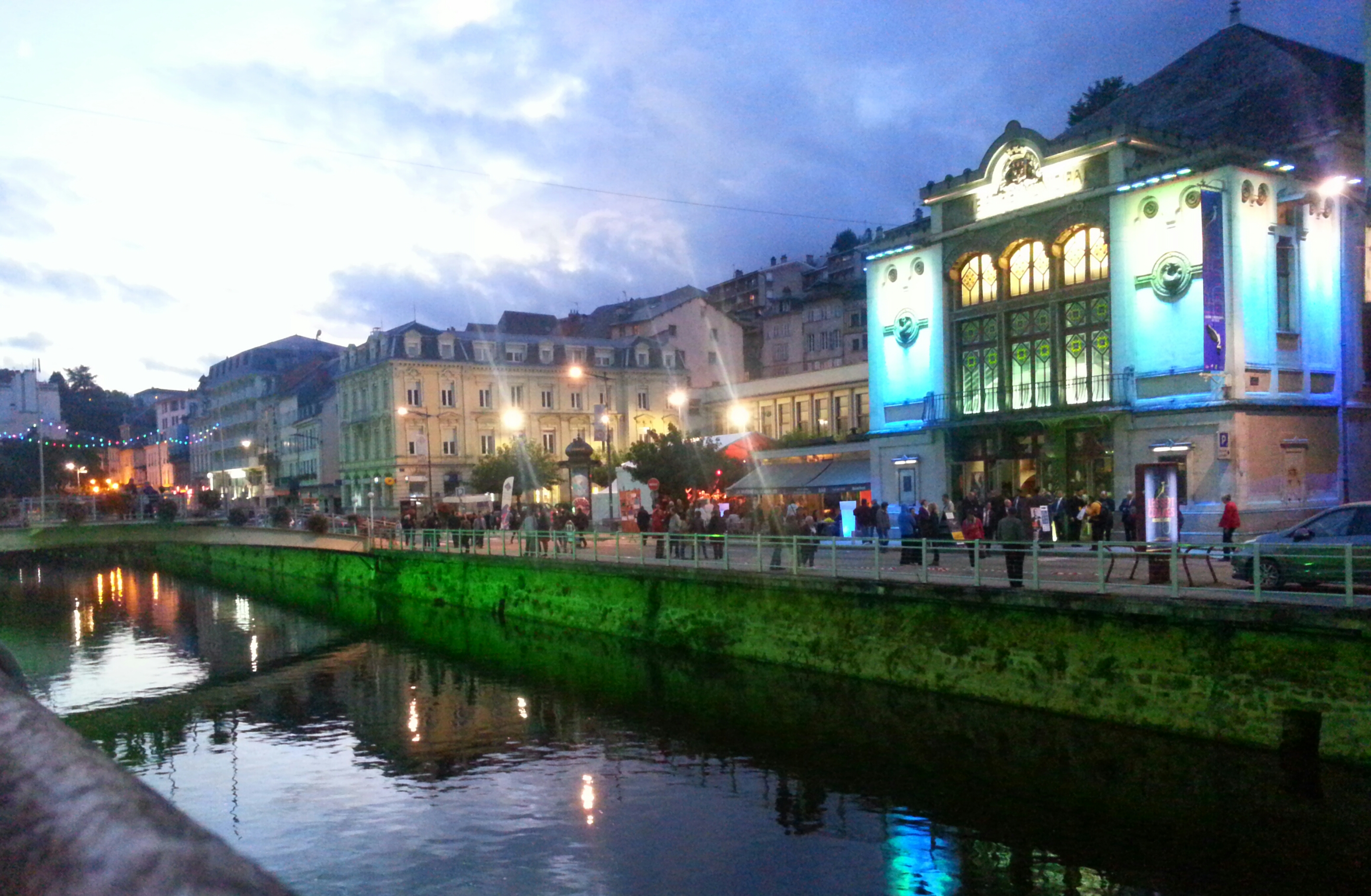
Le quai de la République à Tulle.

#### Manifestations culturelles
- Festival Les Nuits de Nacre (accordéon), créé en 1982 par Alexandre Juan. Il est aujourd'hui organisé par l'association La Cité de l'accordéon. Il se déroulait chaque année durant le mois de septembre ; désormais, il a lieu fin juin-début juillet pour lancer l'été.
- Festival O'les Chœurs (musiques actuelles), festival de musique, de cinéma et d'expositions créé en 1997 et organisé par l'association Elizabeth My Dear. Se déroulant en octobre-novembre, il se compose d'une partie in (les 1er, 2 et 3 novembre) et d'une partie off.
- Festival musical Du bleu en Hiver Jazz(s) en Tête, programmation mélangeant le jazz avec le rock, le blues et injecté çà et là d'électro.

Organisé par la scène nationale de Brive-Tulle, L'Empreinte, il se déroule tous les ans fin janvier
- Festival international de dentelle de Tulle, en août.
- Festival Balad'Oc, en juin, consacré à la culture occitane.
- Concours international de photo, organisé chaque année le dernier week-end d'octobre. Cette manifestation est suivie du festival d'art photographique de Tulle, d'une durée de 15 jours, en novembre. Ces deux rendez-vous sont organisés par le Photo club ASPTT Tulle[99].
- Festival du jeu de société, créé en 2018 par l'association Air de jeux. Il se déroule en Novembre et accueille plus de 1000 visiteurs chaque année.
- Biennale européenne d'histoire locale à Tulle et en Corrèze, créée en 2018. Présidée par l'historien Jean Boutier, la première édition s'est tenue du 10 au 12 septembre 2021[100]. Dans le cadre d'une réflexion sur « l'apport des territoires et des acteurs locaux à la construction de nos sociétés, dans une Europe ouverte sur le Monde[100] », la Biennale 2021 avait pour thème « Les années 50 en Europe ».

### Sports
En 1996, Tulle accueille l'arrivée d'une étape du Tour de France partie de Super-Besse (Puy-de-Dôme). Tulle avait déjà accueilli une arrivée d'étape du Tour en 1976 (étape Ste Foy la Grande - Tulle) remportée par le Français Hubert Mathis. Cette étape avait également vu l'abandon de Bernard Thévenet.
Depuis le début des années 2000, plusieurs équipements sportifs ont été créés ou réhabilités. Le gymnase Victor-Hugo et la plaine de jeux ont été restaurés en 2002, un skatepark a été créé en octobre 2002, et un centre aquarécréatif ainsi qu'un boulodrome couvert ont été ouverts en 2003.
En 2008, Tulle est candidate au challenge de la ville la plus sportive de France. Le 24 juin, elle est désignée première ex-æquo avec Tignes.

#### Sporting club tulliste (rugby)

Sporting club tulliste.

Le Sporting club tulliste, club de rugby à XV fondé en 1904, demeure emblématique dans le paysage sportif tulliste. Le SCT a évolué pendant 42 années consécutives en première division et a compté parmi ses rangs plusieurs internationaux tels que Michel Yachvili, Jean-Claude Berejnoï, Roger Fite et Jean-Pierre Fauvel. Le SCT réalise l'exploit, durant les matchs de poules du championnat de France 1965/1966 de gagner tous les matchs sur son terrain mais surtout de ne laisser marquer aucun point à ses adversaires.
En 1980, le SCT parvient aux 1/4 de finale du championnat de France de 1re division et joue contre le CA Brive (distant de 30 km à peine) à Clermont Ferrand. Le score est de 19-19 à la fin du temps réglementaire pour les deux clubs corréziens ! Brive l'emportera finalement 22-19 après prolongations grâce à un drop de son ouvreur J.-F. Thiot.
Le SCT est également à l'origine du Challenge de l'Espérance, compétition lancée en 1955.

#### Autres clubs
De nombreux autres clubs constellent le paysage sportif tulliste, parmi lesquels :
- Union sportive Tulle Corrèze[104], club de basket-ball
- Kayak Club tulliste[105], club très actif auprès des écoles tullistes
- Club de gymnastique La Tulliste[106]
- Véloce Club tulliste[107], club de cyclisme
- École tulliste de judo[108]
- Tulle Football Corrèze[109]
- Tulle Triathlon[110], évoluant en troisième division
- Volley-ball Tulle Naves[111], équipe féminine en division Excellence
- Tulle roller skating[112]
- Club des Archers tullistes[113], Club et École de tir à l'arc Salle, Fédéral, Fita
- Tulle Athlétic Club[114]
- Union cycliste corrézienne : club cycliste fondé en 1970 organisateur d'épreuves cyclistes et école de VTT pour les jeunes
- Handball Club Tulle Corrèze
- Cercle des Nageurs tullistes
- Cercle des Boxeurs tullistes
- Club de danse Eve y Danse
- Le Carreau tulliste, club de pétanque
- Club subaquatique tulliste, club de plongée
- Aéroclub de Tulle, club d'aviation

### Philatélie
Un timbre postal, d'une valeur de 0,50 euro, représentant la cathédrale de Tulle a été émis le 21 juin 2003.
En juin 2014, un nouveau timbre postal d'une valeur de 0,66 € a été émis à l'occasion du 70e anniversaire du massacre par les SS, de 99 victimes par pendaison le 9 juin 1944.

### Médiathèque
En 2007, la construction d’une médiathèque est décidée pour 9 millions d’euros, somme à laquelle il faut ajouter des dépenses annuelles d’exploitation de 21 personnes. Elle porte le nom d'Eric Rohmer, réalisateur né à Tulle.

### Médias

#### Presse écrite
- La Montagne[118]
- Le Populaire du Centre[119]
- L'Écho[120] (ne paraît plus)
- Le Corrézien, parution de 1855 à 1944[121]

#### Radios locales
- 92.1 Chérie FM canal 19 : Antenne locale de Chérie FM dans la Corrèze depuis la syndication avec Radio Canal 19[122].
- 96.3 RFM Corrèze : antenne locale d'RFM. Ses studios sont à Brive[123].
- 98.3 Bram'FM : radio associative tulliste. Elle émet sur le Pays de Tulle et d'Egletons.
- 100.7 Jordanne FM : radio locale commerciale émettant dans le Cantal, la Corrèze et dans le nord du Lot. Ses studios sont à Aurillac[124].
- 101.1 France Bleu Limousin : radio locale publique de la Haute-Vienne et de la Corrèze. Elle est aussi recevable sur le 103.2 FM, émis depuis le site du Bouchaillou à Cornil.
- 106.9 RCF Corrèze : radio locale chrétienne du diocèse de Tulle[125].

#### Télévision
- France 3 Pays de Corrèze émet sur Tulle. Elle propose, en guise de décrochage local dans le 19/20, une édition consacrée à la Corrèze depuis des studios situés à Brive.
- Télim TV était la chaîne locale privée du Limousin. Elle a cessé ses programmes le 25 novembre 2016 après des difficultés financières suivies d'une liquidation judiciaire[126].

Il y a deux émetteurs TNT sur Tulle, afin de couvrir correctement la ville :
- Tulle 1 situé à la Bachellerie, au sud de Tulle. Il appartient à l'opérateur TDF.
- Tulle 2 situé aux Treize Vents, à l'est de la ville. Il y a deux sites : l'un appartient à TDF (multiplexes R1, R2, R3 et R6) et l'autre à Towercast (multiplexes R4 et R6).

##### Films
En mai 2020 a été diffusé pour la 1re fois un épisode de la collection Meurtres à... intitulé Meurtres en Corrèze dont l'action se situe notamment à Tulle, avec la procession de la Lunade en toile de fond.

## Personnalités liées à Tulle

### Personnalités nées à Tulle

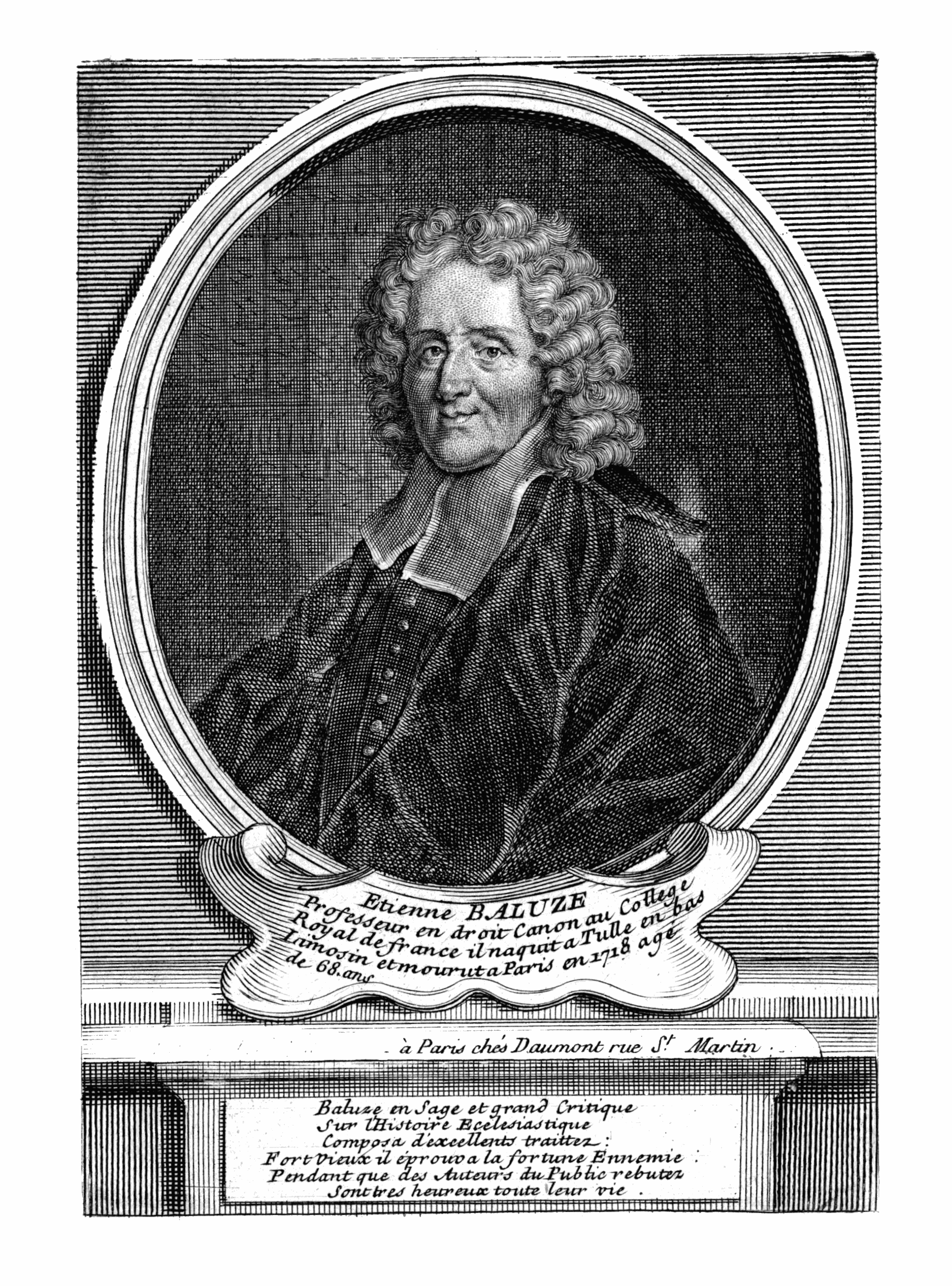
Étienne Baluze.
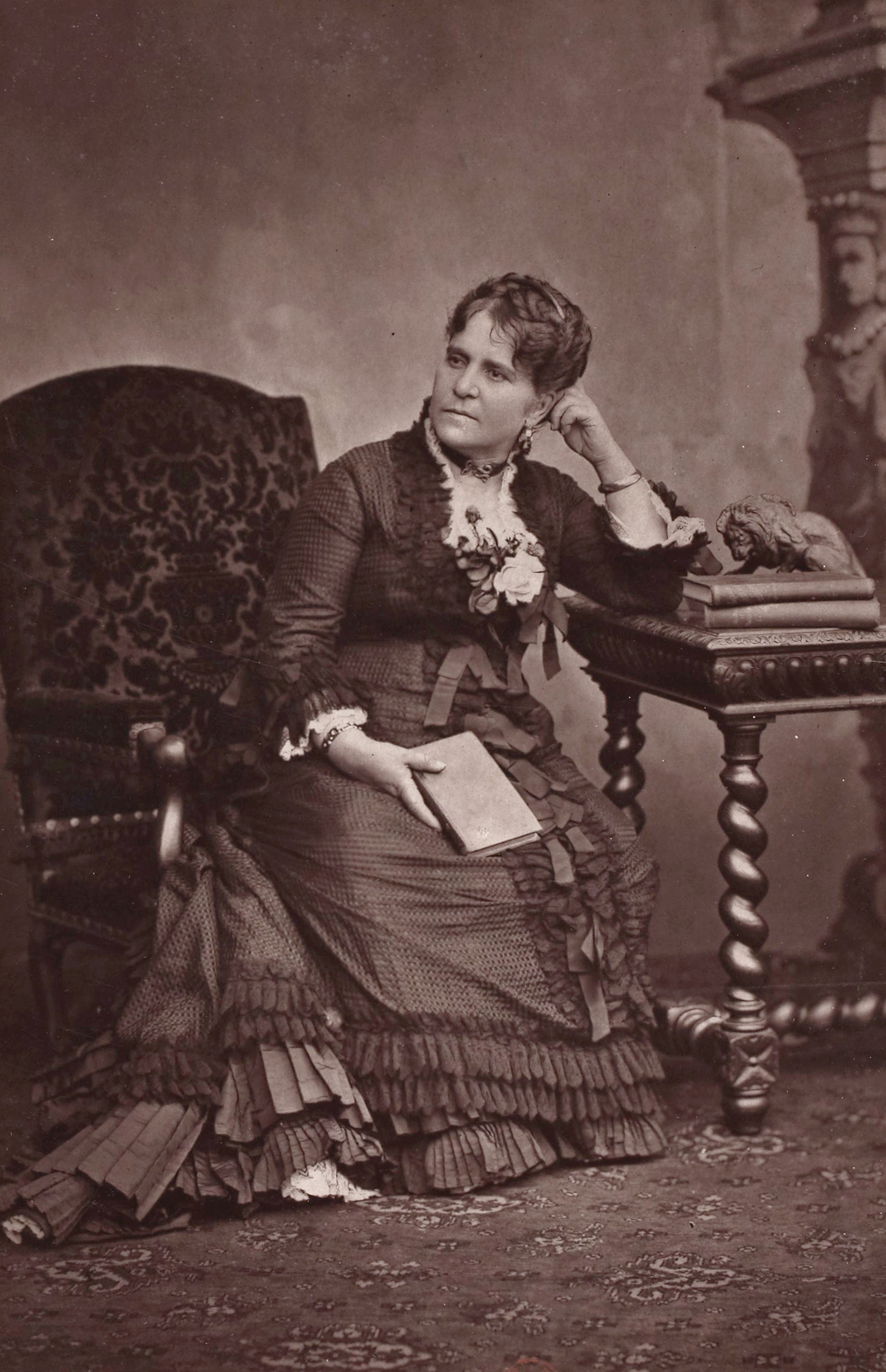
Marie Laurent.
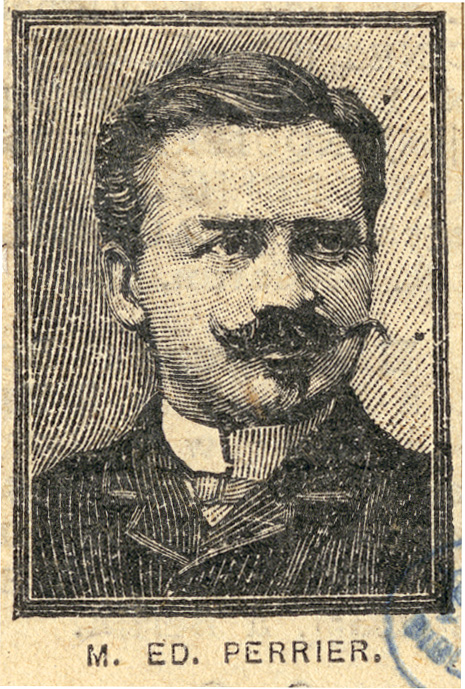
Edmond Perrier.
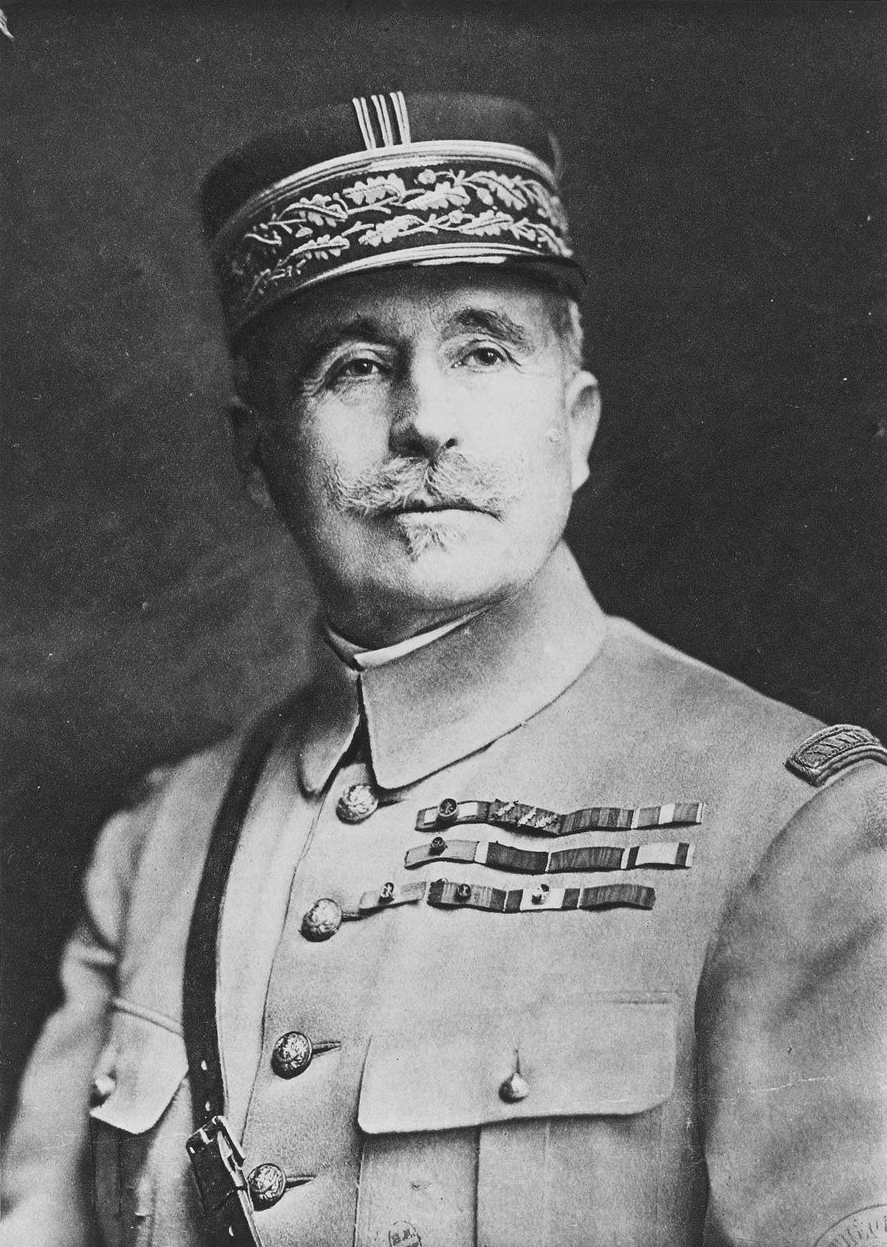
Robert Nivelle.
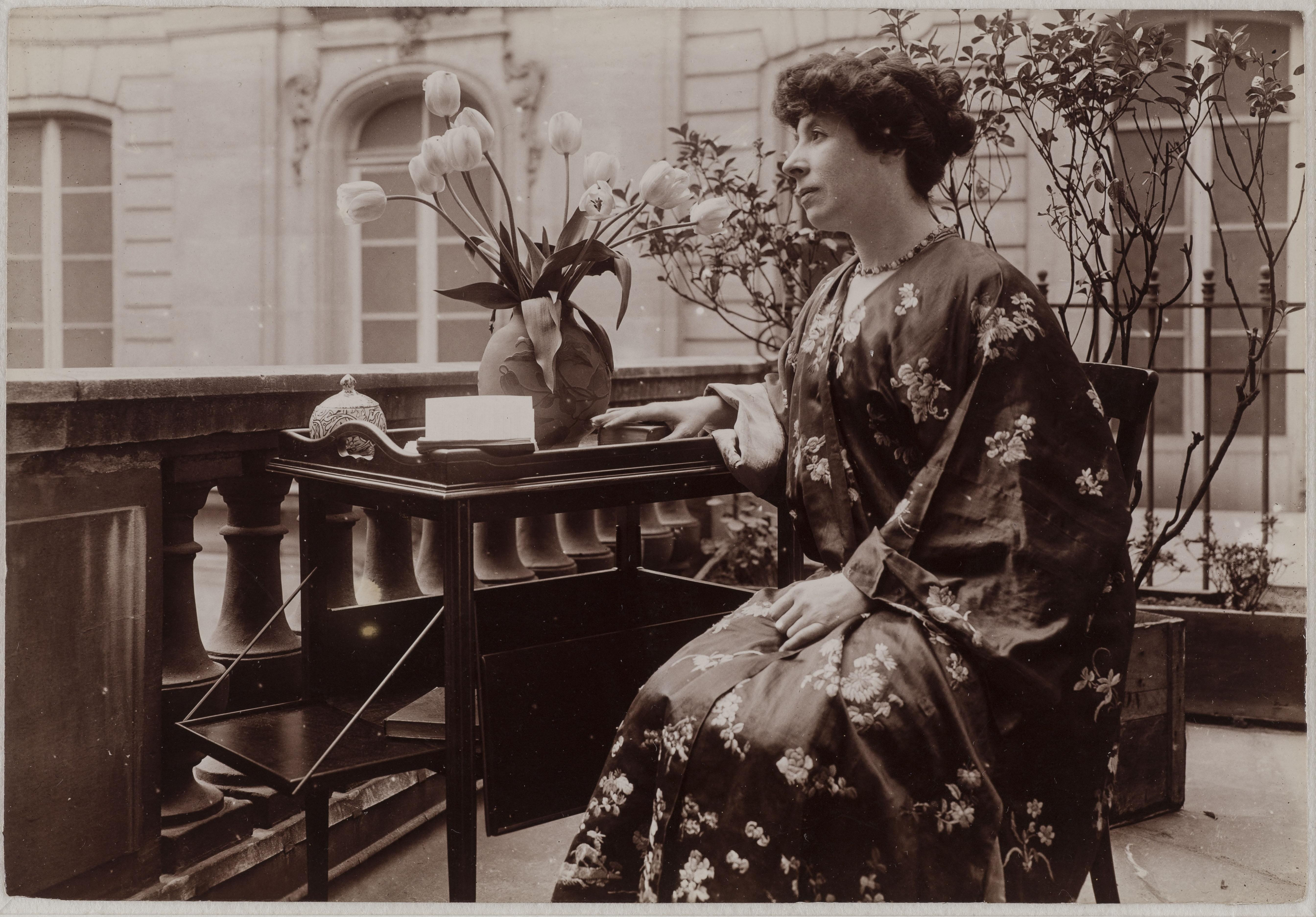
Marcelle Tinayre.
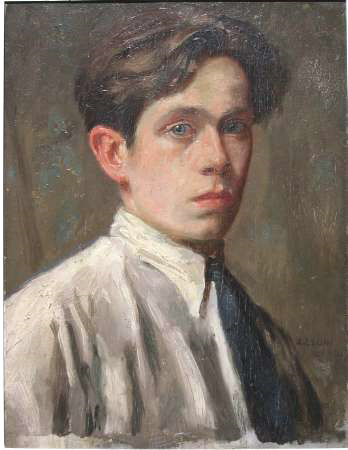
Léon Gard.

- Étienne Baluze (1630-1718), érudit et historien.
- Léonard Bardon, homme politique né en 1757 à Tulle.
- Antoine-Joseph Lanot, né le 18 mars 1757 à Tulle et mort le 12 septembre 1807 au même lieu, homme politique.
- Christian Binet (1947-), dessinateur, célèbre pour sa série Les Bidochon.
- Lucien Bossoutrot (1890-1958), pionnier de l'aviation commerciale.
- Guy Bourguignon (1920-1969), troisième basse des Compagnons de la Chanson.
- Jacques Boutet (1890-1944), militaire et résistant français pendant la Seconde Guerre mondiale (lieutenant-colonel, chef de la région Auvergne au sein de l'Organisation de résistance de l'Armée).
- Jean Boutier (1953-), historien.
- Jacques Brival (1751-1820), homme politique.
- Jacques de Chammard (1888-1983), homme politique et maire de Tulle.
- Pierre-Victor Continsouza (1872-1944), inventeur et fabricant de matériel de cinéma.
- Maximin Deloche (1817-1900), historien.
- Thomas Domingo (1985-), joueur de rugby, membre du XV de France.
- René Victor Ducos dit Jacques Pills (1906-1970), chanteur français, premier époux d'Édith Piaf[128].
- Léon Eyrolles (1861-1945), homme politique et entrepreneur français, fondateur de l'École chez soi en 1891 puis de l'École spéciale des travaux publics et des éditions Eyrolles.
- Jean-Louis de Fénis de Lacombe (1745-1822), abbé, homme politique né à Tulle, député suppléant du clergé aux États généraux de 1789.
- Victor Forot (1845-1933), Historien.
- Agnès Florin (1949-), psychologue française, professeure émérite de psychologie de l'enfant à l'université de Nantes.
- Léon Gard (1901-1979), peintre.
- Louis Glangeaud (1903-1986), géologue et minéralogiste.
- Jean-Louis Gouttes (1739-1794), ecclésiastique et homme politique né à Tulle, député du clergé aux États généraux de 1789, condamné à mort par le Tribunal révolutionnaire et guillotiné.
- Étienne-François-Charles Jaucen de Poissac (1733-1803), homme politique né à Tulle, député de la noblesse aux Etats Généraux de 1789.
- Laurent Koscielny (1985-), footballeur international français.
- Marie Laurent (1825-1904), actrice.
- Angèle Laval (1886-1967), qui inonda Tulle, entre 1917 et 1919, de 110 lettres anonymes qu'elle signait « Œil de Tigre ». Cette affaire, dite affaire du corbeau de Tulle, inspira le scénario du film Le Corbeau de Henri-Georges Clouzot (1943) ainsi que la pièce La Machine à écrire de Jean Cocteau.
- Charles Lovy (1880-1903), sergent au 2e régiment de tirailleurs algériens, tué au combat de Ksar el Azoudj en Algérie ; statue de bronze à son effigie et caserne portant son nom.
- Pierre Ludière (1752-1840), homme politique, député du tiers état aux États généraux de 1789.
- Pierre Madesclaire (1803-1885), homme politique né et décédé à Tulle, député de la Corrèze de 1848 à 1851.
- Philippe Manoury (1952-), compositeur de musique contemporaine.
- André Mazeyrie (1876-1953), docteur en médecine, profondément lié à l'histoire du musée du Cloître.
- Antoine Melon (1755-1835), homme politique né et décédé à Tulle, député du tiers état aux États généraux de 1789.
- Jean-François Melon (1675-1738), économiste.
- Martial Melon de Pradou (1737-1791), religieux et homme politique né à Tulle, député du clergé aux États généraux de 1789.
- Pierre Meyrat, (1916-1969), pilote automobile français sur circuits.
- Louis Mie (1831-1877), homme politique né à Tulle, député de la Gironde.
- Jean Montalat (1912-1971), homme politique.
- Évelyne Morin (née en 1950), poétesse.
- Robert Nivelle (1858-1924), généralissime, commandant en chef des armées françaises pendant la Première Guerre mondiale.
- Jacques Pills (1906-1970), chanteur.
- Edmond Perrier (1844-1921), zoologiste et anatomiste.
- Rémy Perrier (1861-1936), zoologiste.
- Maxime Petitjean (1984-), rugbyman professionnel passé du Sporting à Brive, Dax puis Aurillac.
- Jean-Pierre Poulain (1956-), sociologue.
- Joseph Roux (1834-1905), écrivain, Majoral du Félibrige et homme d'Église.
- Paoline Salagnac (1984-), joueuse de basket-ball.
- Éric Rohmer, pseudonyme de Maurice Schérer (1920-2010), réalisateur de cinéma.
- René Schérer (1922-2023), philosophe.
- Marie-Anne Montchamp (1957-), députée du Val-de-Marne, secrétaire d'État à la solidarité et aux cohésions sociales.
- Jacques Salles (1949-), producteur français, qui a passé son enfance à Naves.
- Laurent Seigne (1960-), joueur et entraîneur de rugby à XV.
- Adrienne Servantie (1907-2000), actrice (de 1958 à 1981) née rue du Chandon dans le quartier du Trech, et connue pour son rôle dans Mon oncle de Jacques Tati (1958).
- Charles Silvestre (1889-1948), notaire et écrivain régionaliste.
- Jean Tavé (1856-1925), homme politique né à Tulle, maire de Tulle de 1892 à 1912, député de la Corrèze de 1902 à 1914.
- Marcelle Tinayre (1870-1948), romancière et militante.
- Léon Treich (1889-1974), journaliste et écrivain.
- François Vachot (1767-1796), général des armées de la République.
- Martial Vachot (1763-1813), général des armées de la République et de l'Empire tombé au champ d'honneur à la bataille de Goldberg.
- Alexis de Valon (1818-1851), archéologue, voyageur et écrivain.
- Gabriel Ventejol (1919-1987), syndicaliste.
- Cyprien Vial (1979-), cinéaste.
- Michel Yachvili (1946-), joueur de rugby, membre du XV de France.

### Personnalités liées à Tulle, sans y être nées

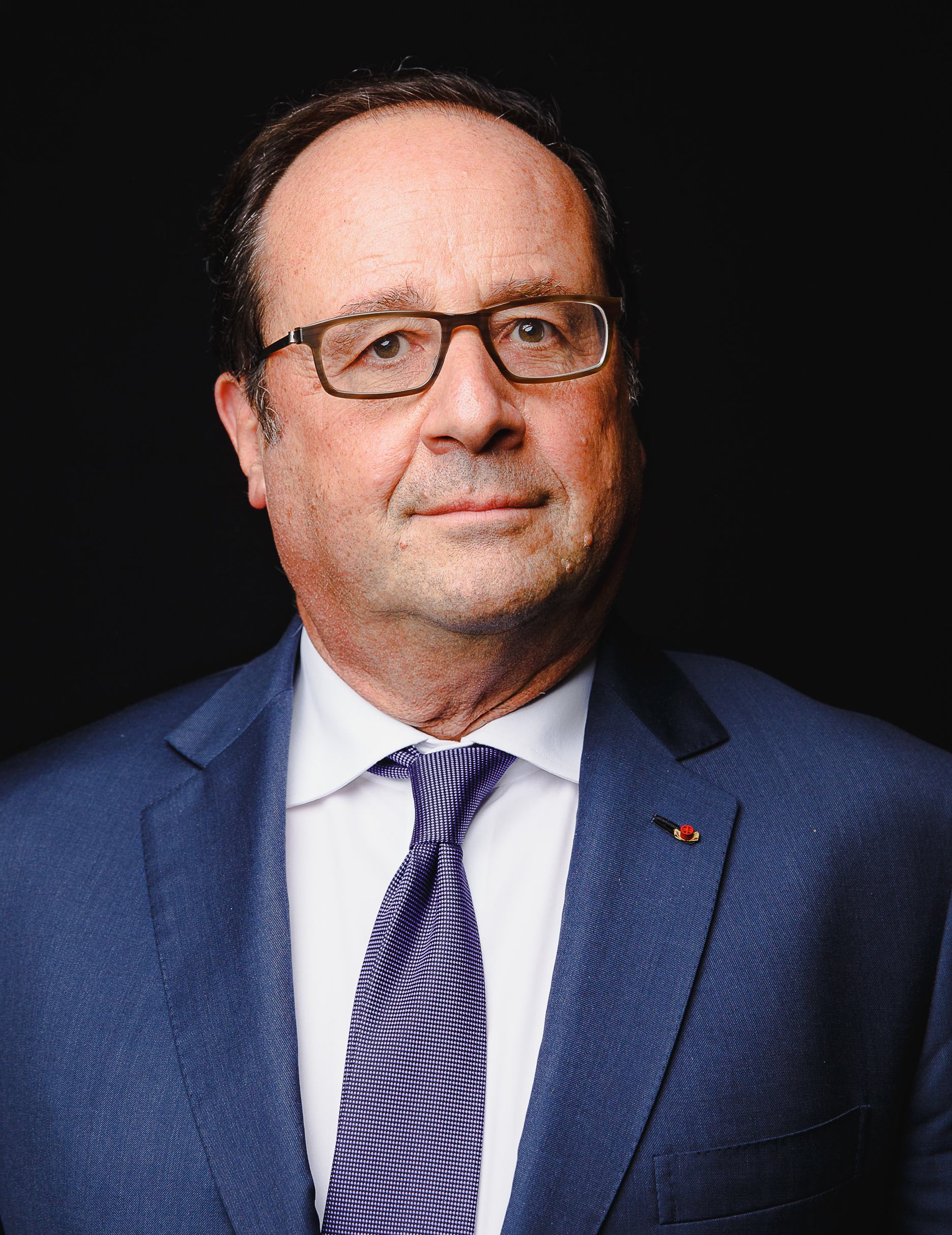
François Hollande, maire de Tulle de 2001 à 2008.

- Jean-Jacques Aillagon (1946-), haut fonctionnaire, ancien ministre qui fut professeur au lycée Edmond-Perrier de Tulle.
- Raymond-Max Aubert (1947-), homme politique français, 38e maire de Tulle (1995-2001).
- Eustorg de Beaulieu (1495-1552), poète, compositeur, prêtre puis pasteur français, venu à Tulle pour y gagner sa vie (il donnait des leçons de musique) et écrire plusieurs poèmes et rondeaux.
- Jérôme Bonvoisin (1973-), capitaine du Sporting depuis 2008 (ex-joueur du CABCL).
- Martial Brigouleix (1903-1943), né à Ambrugeat, résistant français, fusillé au Mont-Valérien.
- Robert Caulet (1906-1984) professeur de dessin au lycée Edmond-Perrier, résistant, dirigeant du Front National, président du CDL de Corrèze à la Libération.
- Raymond Faro (1909-1944), responsable de l’Armée Secrète, fusillé à Tulle en représailles de l'embuscade de Cornil.
- François Hollande (1954-), 24e président de la République française et 39e maire de Tulle (2001-2008).
- Robert Joudoux (1939-2016), historien et homme de lettres, y est décédé.
- Marie Lafarge (1816-1852), jugée et condamnée par la Cour d’assises de Tulle pour le meurtre de son époux, Charles Lafarge.
- Jules Lafue (1887-1971), trésorier payeur général, maire de Tulle de 1944 à 1947, nommé avec sa fille Madeleine Juste parmi les nations par l'institut Yad Vachem, pour avoir abrité plusieurs réfugiés juifs dans la Trésorerie générale qui lui servait d’habitation pendant la Seconde Guerre mondiale.
- Marcel Lefebvre (1905-1991), archevêque-évêque de Tulle, fondateur de la Fraternité sacerdotale Saint-Pie-X.
- Benoît Mandelbrot (1934-2010), mathématicien franco-américain ayant étudié au lycée Edmond-Perrier de Tulle.
- Georges Mathieu (1882-1917), archiviste. Son nom est inscrit au Panthéon parmi les 560 écrivains morts pour la France.
- Louisa Paulin (1888-1944), poète bilingue français-occitan.
- Marcelline Pauper (1666-1708), religieuse de la congrégation des Sœurs de la Charité, décédée à Tulle.
- Henri Queuille (1884-1970), homme politique
- Alain Senderens (1939-2017), chef cuisiner figure de la « nouvelle cuisine » française, incinéré à Tulle.
- Pierre Souletie (1910-1944), né à Cornil, résistant pendu lors du massacre de Tulle.
- Henri Vackier (1878-1962), vice-consul puis consul de Belgique à Tulle, décédé dans cette ville.

### Autres
- Liste des maires de Tulle
- Liste des évêques de Tulle

## Héraldique
| Blason de Tulle | Blason  | De gueules à trois rocs d'or, au chef de France. |
| Blason de Tulle | Détails | Le statut officiel du blason reste à déterminer. |